# Minh Mạng
Minh Mạng hay Minh Mệnh (chữ Hán: 明命, 25 tháng 5 năm 1791 – 20 tháng 1 năm 1841) là vị hoàng đế thứ hai của triều Nguyễn trị vì từ năm 1820 đến khi qua đời, được truy tôn miếu hiệu là Nguyễn Thánh Tổ. Ông là vị vua có nhiều thành tích nhất của nhà Nguyễn, nhưng đến cuối thời ông thì nhà Nguyễn dần suy yếu cả về kinh tế và quân sự.
Trong 21 năm trị vì (1820-1841), Minh Mạng ban bố hàng loạt cải cách về hành chính. Ông đổi tên nước Việt Nam thành Đại Nam, lập thêm Nội các và Cơ mật viện, bãi bỏ chức Tổng trấn Bắc thành và Gia Định thành, đổi trấn thành tỉnh, củng cố chế độ lưu quan ở miền núi. Quân đội cũng được chú trọng xây dựng (do liên tục diễn ra nội loạn và chiến tranh giành lãnh thổ với lân bang). Minh Mạng còn cử quan đôn đốc khai hoang ở ven biển Bắc kỳ và Nam kỳ. Ngoài ra, ông rất quan tâm đến khoa cử Nho giáo, năm 1822 ông mở lại các kì thi Hội, thi Đình ở kinh đô để tuyển chọn nhân tài. Ông nghiêm cấm truyền bá đạo Cơ Đốc vì cho rằng đó là thứ tà đạo làm băng hoại truyền thống dân tộc.
Tuy nhiên, Minh Mạng không đưa ra cải cách nào về kinh tế, tiếp tục thi hành chính sách "trọng nông ức thương" của vua cha Gia Long. Đời sống nhân dân khó khăn, trong khi triều đình chi tiêu quá nhiều cho chiến tranh với các nước láng giềng, dẫn tới liên tục xảy ra nội loạn. Liên tiếp xảy ra các cuộc nổi dậy của nông dân chống lại triều đình (Phan Bá Vành, Lê Duy Lương, Nông Văn Vân,... ở miền Bắc và Lê Văn Khôi ở miền Nam). Trong 20 năm cai trị, đã có tới 234 cuộc nổi dậy chống triều đình trên cả nước, nhà vua phải sai nhiều tướng đánh dẹp.
Về ngoại giao, Minh Mạng không đưa ra cải cách nào, ông tiếp tục duy trì chính sách của Gia Long: Bế quan toả cảng, từ chối mọi giao lưu với phương Tây, cấm người dân buôn bán với ngoại quốc, khiến Đại Nam dần tụt hậu do không tiếp thu được các thành tựu mới về khoa học kỹ thuật.
Đối với các nước láng giềng, Minh Mạng sử dụng vũ lực nhiều lần: giành lại Trấn Ninh (từng bị vua cha là Gia Long cắt cho Ai Lao), lập các phủ Lạc Biên, Trấn Định, Trấn Man nhằm khống chế Ai Lao; đánh bại Xiêm La để giành quyền khống chế Chân Lạp, chiếm vùng Nam Vang (Phnôm Pênh ngày nay) và đổi tên thành Trấn Tây Thành; kết quả là Việt Nam thời cuối Minh Mạng có lãnh thổ rộng hơn cả hiện nay. Tuy nhiên, các cuộc chiến tranh tốn kém đó đã làm cạn kiệt quốc khố, nên nhà Nguyễn đã không thể giữ được các lãnh thổ mới đánh chiếm. Ngay sau khi Minh Mạng mất, con ông là Thiệu Trị đã phải rút quân khỏi Trấn Tây Thành, chỉ 7 năm sau khi chiếm được vùng này. Do quốc khố suy kiệt nên quân đội nhà Nguyễn sau thời Minh Mạng cũng ngày càng yếu đi. Nhiều lãnh thổ khác cũng bị Xiêm La đánh chiếm mà nhà Nguyễn không còn khả năng để giành lại (nay thuộc về nước Lào) nên lãnh thổ nhà Nguyễn sau thời Minh Mạng lại bị co hẹp lại, nhỏ hơn so với Việt Nam hiện nay.

## Thân thế
Tên húy của ông là Nguyễn Phúc Đảm, còn có tên khác là Nguyễn Phúc Hiểu. Ông là hoàng tử thứ 4 của vua Gia Long, mẹ là Thuận Thiên Cao Hoàng hậu Trần Thị Đang. Ông sinh giờ Dậu ngày 23 tháng 4 năm Tân Hợi, tức 25 tháng 5 năm 1791 tại làng Tân Lộc, gần Gia Định, trong lúc đang xảy ra Chiến tranh Tây Sơn – Chúa Nguyễn (1787 – 1802).
Ngay từ năm lên 9 tuổi (1800), hoàng tử Đảm đã được vua cha đưa theo ra trận. Ông sẵn tính thông minh, thường được vua cha khuyên nhủ học hành. Năm 14 tuổi (đầu năm 1805), có lần ông trộm lấy thuyền của vua cha đi chơi sông Hương, bị phạt đánh mắng; các thị thần Nguyễn Huỳnh Đức, Lê Văn Duyệt cố sức xin cho nhưng không được. Vua Gia Long sau đó cắt cử Đặng Đức Siêu dạy học, đồng thời sai người ngày ngày vào phủ giám sát việc học của hoàng tử. Từ đó hoàng tử Đảm ngày càng tiến bộ.

## Thái tử
Con thứ nhất của hoàng đế Gia Long là Hoàng thái tử Nguyễn Phúc Cảnh mất sớm vào năm 1801. Do Thái tử Cảnh là người con chịu nhiều ảnh hưởng của đạo Gia Tô từ Pháp nên sau khi hoàng tử Cảnh qua đời, vua Gia Long không chọn cháu đích tôn của mình (con của hoàng tử Cảnh) làm người kế vị vì sợ những ảnh hưởng của Pháp tới triều đình.
Mặc dù có nhiều đình thần phản đối (đặc biệt là Nguyễn Văn Thành) nhưng vua Gia Long vẫn quyết định chọn Nguyễn Phúc Đảm làm người kế vị. Hoàng tử Đảm vốn là người hay phản đối đạo Gia Tô và không có cảm tình với người Pháp – tư tưởng này giống với Gia Long. Năm 1815, Nguyễn Phúc Đảm được phong Hoàng thái tử và từ đó sống ở điện Thanh Hòa để làm quen với việc trị nước.
Theo ý kiến của các nhà nghiên cứu Nguyễn Phan Quang, Đặng Việt Thủy và Đặng Thành Trung, Minh Mạng là người được Gia Long lựa chọn truyền ngôi, không chỉ vì năng lực mà còn vì mong rằng ông sẽ thực hiện chính sách thoát khỏi ảnh hưởng và âm mưu khống chế của người Pháp, bởi khi còn sống, Gia Long vì đã chịu ơn người Pháp nên không thể ra mặt giải quyết những mâu thuẫn nhằm thoát khỏi ảnh hưởng đó.

## Trị vì đất nước

### Thời gian đầu sau khi vua Gia Long mất (1820)

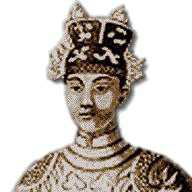
Một bức chân dung Minh Mạng.

Tháng 12 năm Kỷ Mão (đầu năm 1820), vua Gia Long qua đời. Tháng giêng năm Canh Thìn (1820), Nguyễn Phước Đảm lên nối ngôi, đặt niên hiệu là Minh Mạng. Bấy giờ ông đã 30 tuổi nên rất am hiểu việc triều chính. Nhiều lần sau buổi chầu, ông cùng một vài quan đại thần ở lại để bàn việc, hoặc hỏi về các sự tích xưa, hoặc hỏi về những nhân vật cùng phong tục các nước khác.
Minh Mạng được xem là một vị vua siêng năng, luôn thức khuya dậy sớm để xem xét công việc, có khi thắp đèn đọc sớ chương ở các nơi gởi về đến trống canh ba mới nghỉ. Ông thường bảo với các quan: 
| “               | Lòng người, ai chả muốn yên hay vì chuyện sinh sự để thay đổi luôn, lúc trẻ tuổi còn khoẻ mạnh mà không biết sửa sang mọi việc, đến lúc già yếu thì còn mong làm gì được nữa. Bởi thế trẫm không dám lười biếng bất kỳ lúc nào. | ” |
| — Vua Minh Mạng | |   |

Trong suốt thời gian trị vì của mình, vua Minh Mạng đã thay đổi rất nhiều việc, từ nội trị, ngoại giao cho đến những cải cách xã hội cùng những việc trong dòng họ.

### Quốc hiệu Đại Nam

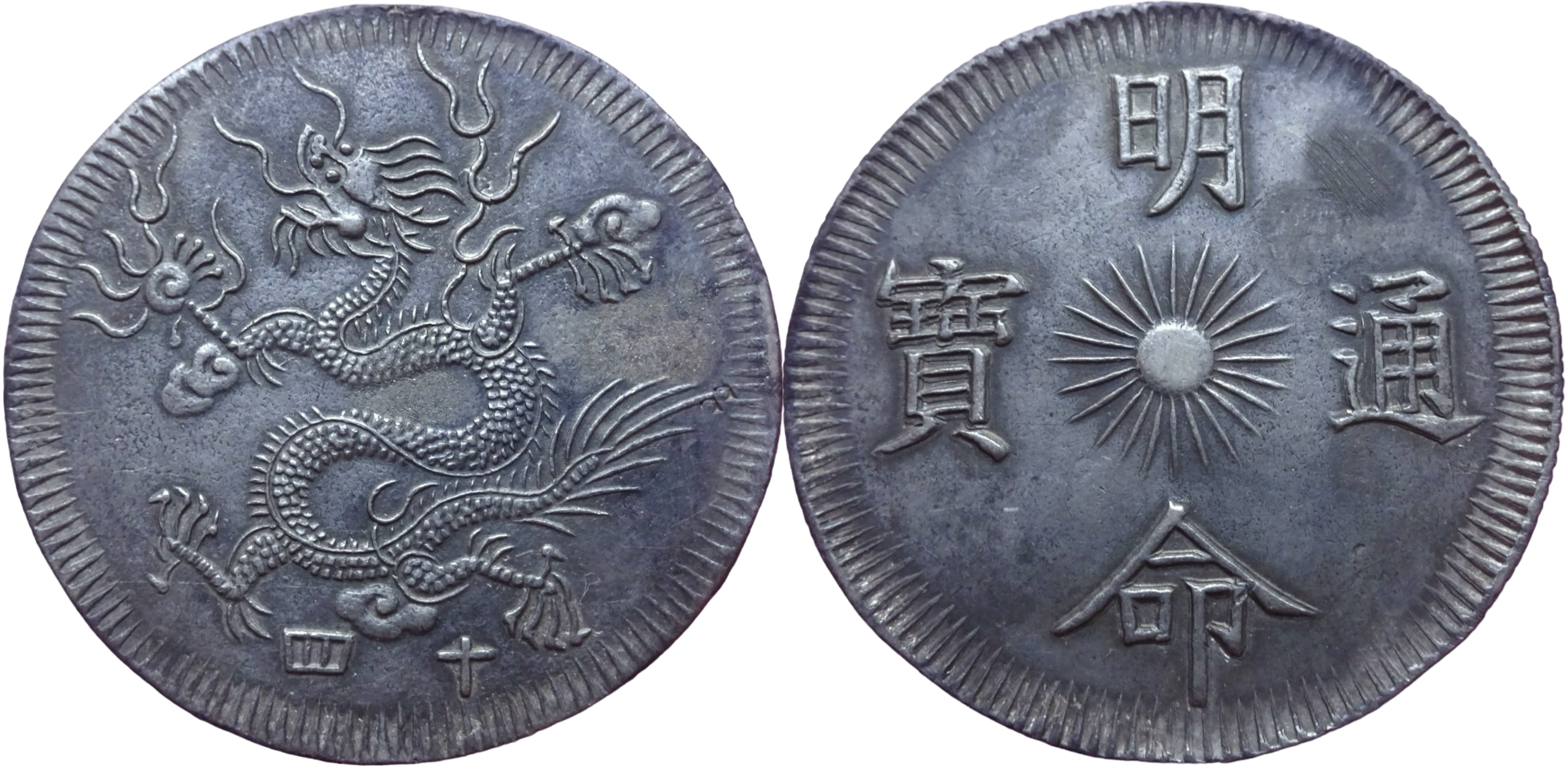
Xu bạc: 7 tiền Phi Long, được đúc vào niên hiệu Minh Mạng thứ 14, 1833 - đây là loại tiền thưởng đầu tiên của triều Nguyễn được đúc dưới dạng hình tròn; Với kích thước 41mm và trọng lượng 27,27 gr, có thông số lớn hơn cả các dòng Đô la Tây Ban Nha đương thời và Đô la thương mại sau này

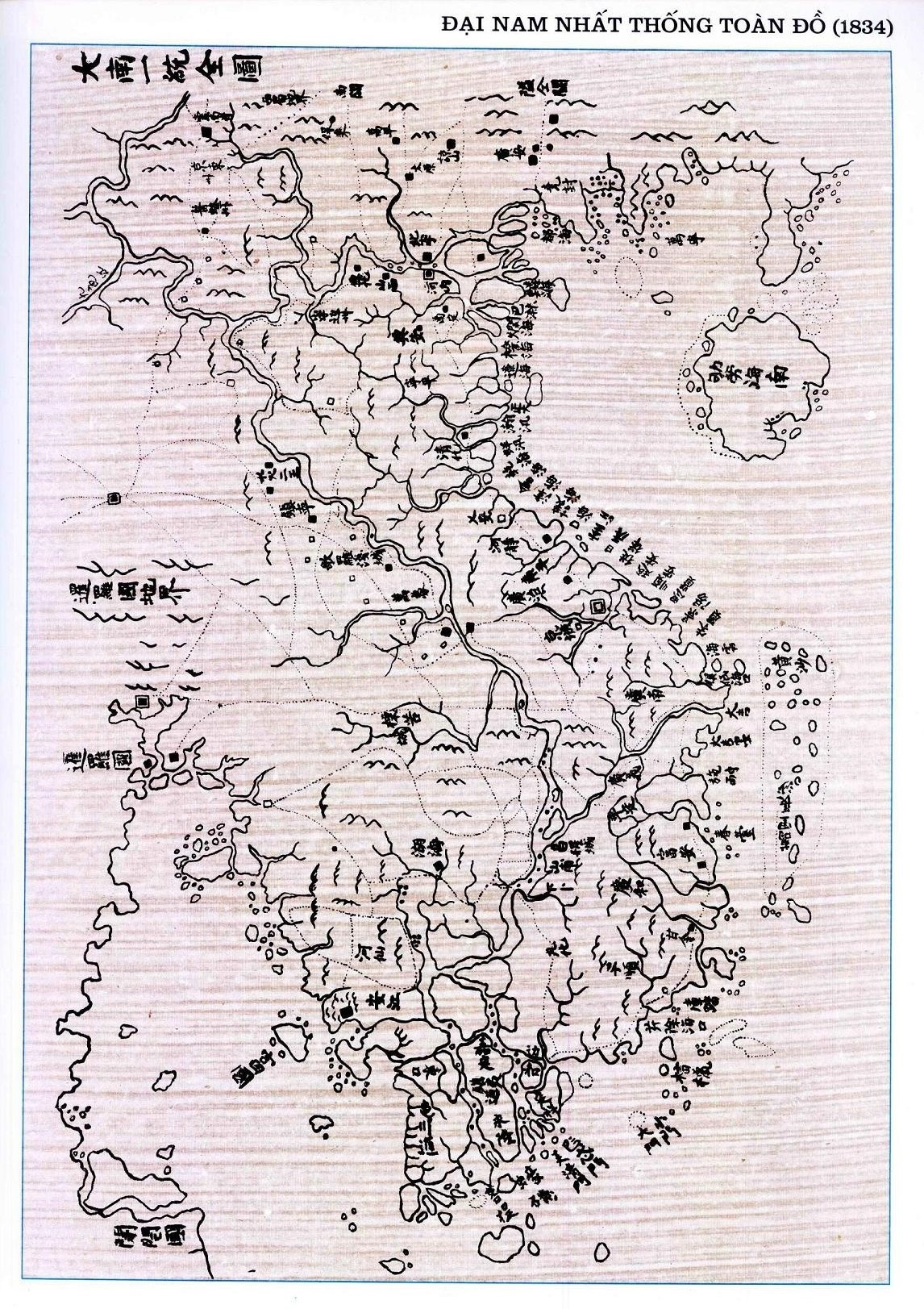
Đại Nam nhất thống toàn đồ - bản đồ nước Đại Nam thời Minh Mạng.

Minh Mạng đã xin triều đình Mãn Thanh cho phép đổi quốc hiệu Việt Nam thành Đại Nam, ngụ ý một quốc gia ở phương Nam rộng lớn. Tuy nhiên triều đình Mãn Thanh không chính thức chấp thuận. Tuy nhiên đến ngày 15 tháng 2 năm 1839, nhận thấy nhà Mãn Thanh đã suy yếu, vua Minh Mạng chính thức công bố quốc hiệu Đại Nam. Quốc hiệu này tồn tại đến năm 1945.
Theo Thực lục: Năm Mậu Tuất [1838, Minh Mạng năm thứ 19] Thự Ngự sử đạo Nam Ngãi là Nguyễn Văn Lượng dâng sớ xin đặt quốc hiệu, sau đó bị Minh Mạng khiển trách, cách chức. Tháng 3 (âm lịch), ngày Giáp Tuất, mới định quốc hiệu là nước Đại Nam 大南. Đại ý Minh Mạng muốn chỉ rõ rằng quốc hiệu Việt Nam của Gia Long ban hành, đầy đủ là Đại Việt Nam, thường gọi tắt là Đại Việt, khác với Đại Việt các đời trước. Nay Minh Mạng muốn cho rõ ràng, bèn đổi quốc hiệu thành Đại Nam.

### Quan chế và tổ chức chính quyền trung ương
Trong việc dùng người Minh Mạng chú trọng cả tài, đức và đặc biệt là học vấn. Ông cho rằng người không học thì không rõ pháp luật, lỡ khi xử đoán sai thì pháp luật khó dung, như thế sẽ làm hại dân. Việc dùng người không ngoài mục đích muốn yên dân. Muốn yên dân thì quan phủ huyện không được phiền nhiễu dân, tham nhũng. Vì vậy, nhà vua đã nghiêm trị nhiều viên quan tham nhũng. Từ thời Minh Mạng được xác định rõ rệt giai chế phẩm trật từ cửu phẩm tới nhất phẩm, mỗi phẩm chia làm hai trật chánh và tòng. Trừ khi có chiến tranh, loạn lạc còn bình thường quan võ phải dưới quan văn cùng phẩm với mình. Quan Tổng đốc (văn) vừa cai quản tỉnh vừa chỉ huy đội quân của tỉnh nhà. Minh Mạng còn định mức lương bổng cho quan lại, định tiền gạo cho mỗi cấp cùng thời hạn lãnh lương. Ngoài ra ông còn cấp tiền dưỡng liêm để tránh sự tham nhũng của quan lại.
Từ cuối năm 1831, Minh Mạng cho bỏ các dinh, trấn mà thành lập các tỉnh. Năm 1832 cả nước có 31 tỉnh, gồm:
- Bắc Kỳ (từ này đặt ra từ năm 1834) có 13 tỉnh: Hà Nội, Sơn Tây, Hưng Hóa, Tuyên Quang, Cao Bằng, Lạng Sơn, Quảng Yên, Hải Dương, Bắc Ninh, Hưng Yên, Nam Định, Ninh Bình, Thái Nguyên.
- Trung Kỳ (từ này đặt ra từ năm 1834) có 11 tỉnh và phủ Thừa Thiên, 11 tỉnh gồm: Thanh Hóa, Nghệ An, Hà Tĩnh, Quảng Bình, Quảng Trị, Quảng Nam, Quảng Ngãi, Bình Định, Phú Yên, Khánh Hòa, Bình Thuận.
- Nam Kỳ (từ này đặt ra từ năm 1834) có 6 tỉnh: Phiên An (năm 1836 đổi tên thành Gia Định), Biên Hòa, Định Tường, Vĩnh Long, An Giang, Hà Tiên.

Minh Mạng đặt các quan Tổng đốc (đối với tỉnh lớn) hoặc Tuần phủ (đối với tỉnh nhỏ), riêng Phủ Thừa Thiên là Phủ doãn; và các quan Bố Chính sứ, Án sát cùng Lãnh binh để trông coi mọi việc tại từng tỉnh. Trong triều, các cơ quan điều khiển cũng đổi mới, Thị thư viện được đổi thành Văn thư phòng vào năm 1820 rồi thành Nội các vào năm 1829. Năm 1830, ông đặt ra Cơ mật viện để trông coi những việc quốc quân trọng yếu. Ông đã cho thành lập Tôn Nhơn phủ, điều hành các Hệ, Phòng trong việc kê khai nhân thế bộ, cấp dưỡng và từ tế cũng như kiểm soát và đàn hạch trong hoàng tộc.

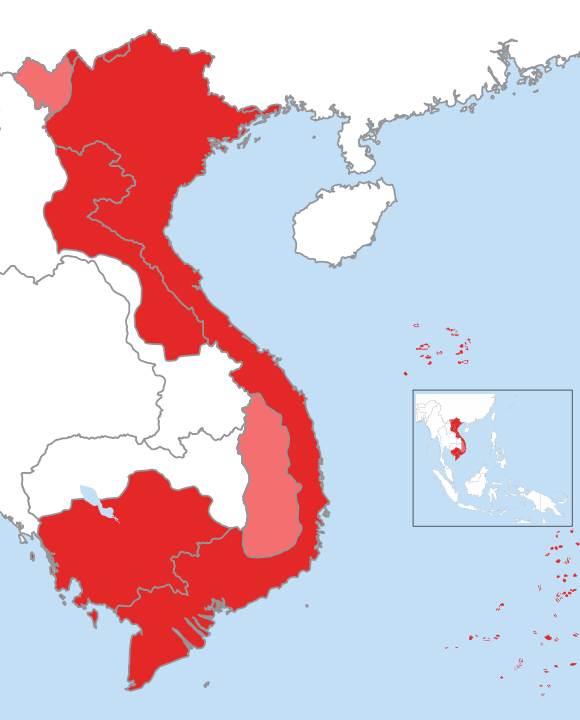
Đại Nam dưới thời Minh Mạng, bao gồm cả các trấn ở Lào. Vùng thuộc Campuchia ngày nay là lãnh thổ Trấn Tây Thành mà nhà Nguyễn chiếm được trong 6 năm (1835-1841) trước khi bị đánh đuổi. Bản đồ bao gồm cả các vùng đất bị cắt cho nhà Thanh năm 1887 theo công ước Pháp-Thanh, vẽ đè lên biên giới ngày nay.

Đối với vùng thượng du và các khu vực sinh sống của các dân tộc thiểu số, chủ yếu là 6 ngoại trấn của Bắc Thành cũ, Minh Mạng quyết định nhất thể hóa về mặt hành chính cùng với các vùng miền xuôi. Năm 1829, ông bãi bỏ chế độ thế tập của các Thổ ti (tù trưởng dân tộc thiểu số) mà cho quan lại lựa chọn những thổ hào ở địa phương "... thanh liêm, tài năng, cần cán làm dân tin phục" làm Thổ tri các châu, huyện. Tiếp đó, các châu huyện miền núi cũng được phân chia lại để phù hợp với diện tích và dân số của mỗi vùng. Sau đó, Minh Mạng còn đặt thêm một chức lưu quan do người Kinh nắm giữ nhằm khống chế các vùng này tốt hơn và tiến hành thu thuế như ở miền xuôi. Ông còn nghĩ đến việc giúp lưu chuyển tiền bạc, tránh cho người đi xa khỏi mang theo nhiều tiền, như vào năm Bính Thân (1836) đặt ra "Giao Tứ Vụ" ở Cao Bằng để chuyển đổi tiền bạc, cơ quan này có nhiệm vụ như ngân hàng ngày nay.
Theo Giáo sư Phan Huy Lê: Trong lịch sử chế độ quân chủ Việt Nam, cải cách của vua Lê Thánh Tông năm 1471 và cải cách của vua Minh Mạng năm 1831 – 1832 là hai cải cách hành chính có quy mô toàn quốc và đạt hiệu quả cao nhất.

### Quân đội
Minh Mạng rất quan tâm đến mặt quân sự. Nhiều lần ông thân hành ra thao trường để chứng kiến việc luyện tập của quân đội. Ông lấy phương Tây làm kiểu mẫu cho việc tổ chức quân đội, hướng tới việc quân cốt tinh nhuệ, không cốt đông, giảm bớt số lượng người cầm cờ từ 40 xuống 2 người trong đội ngũ đơn vị 1 vệ (500 người).
Theo Việt Nam sử lược, quân đội thời Minh Mạng gồm bộ binh, thủy binh, tượng binh, kị binh và pháo thủ binh. Bộ binh gồm kinh binh và cơ binh. Kị binh được chia làm doanh, vệ, đội, đóng ở Kinh thành hoặc đóng ở các tỉnh. Mỗi doanh có 5 vệ, mỗi vệ có 10 đội, mỗi đội có 50 người, có đội trưởng và suất đội cai quản. Vũ khí của mỗi vệ gồm 2 khẩu thần công, 200 khẩu điểu thương và 21 ngọn cờ. Cơ binh là lính riêng của từng tỉnh, cũng được chia làm cơ và đội. Cơ có các quản cơ, đội có các suất đội cai quản. Tượng binh chia làm đội, mỗi đội có 40 con voi. Ở Kinh thành có 150 con, ở Bắc Hà có 110 con, ở Gia Định có 70 con, ở Quảng Nam có 35 con, ở Bình Định có 30 con, ở Nghệ An có 21 con, ở Quảng Bình, Quảng Ngãi, Thanh Hóa mỗi nơi có 15 con, ở Quảng Trị, Phú Yên, Bình Thuận và Ninh Bình mỗi nơi có 7 con.
Ông còn cho lập đồn ải ở những nơi hiểm yếu trong nước, còn ngoài biển thì lập pháo đài. Ông rất chú trọng đến thủy quân, các vùng hải đảo đều được đánh mốc giúp cho sự lưu thông dễ dàng. Thủy binh có 15 vệ, được chia làm 3 doanh, do quan Đô thống cai quản; mỗi doanh được quan chưởng vệ cai quản.
Năm Minh Mạng thứ 10 (1829), quân đội nhà Nguyễn có khoảng 10 vạn bộ binh, trong kho quân khí có khoảng 3 vạn súng cầm tay (cứ 10 lính có 3 súng), số còn lại dùng vũ khí truyền thống như gươm giáo, cung tên.
Súng và pháo thời Minh Mạng phỏng theo các mẫu của phương Tây cuối thế kỷ 18, tức là còn tương đối mới, tuy nhiên kém bền hơn, độ chính xác thấp hơn do trình độ luyện kim, điều chế thuốc súng của các quân xưởng nhà Nguyễn thấp hơn so với các xưởng tại châu Âu. Ví dụ như năm 1834, triều đình cho đúc thử hai loại pháo lớn, nặng vài nghìn cân (gọi là "Phá địch thượng tướng quân" và "Phá địch đại tướng quân"), mỗi thứ hai khẩu, nhưng khi bắn thử thì pháo bị nứt vỡ (do gang đúc không đảm bảo chất lượng).
Năm 1822, Đại sứ Anh John Crawfurd sang thăm Việt Nam đã có ghi chép về quân đội nhà Nguyễn thời Minh Mạng. Lính được trang bị súng hỏa mai, lưỡi lê hoặc giáo. Súng được bảo quản tốt, quân lính có kỷ luật và diễn tập theo chiến thuật châu Âu. Lính Nguyễn nhìn chung dễ bảo và biết nghe lệnh; tuy thấp bé nhưng mạnh mẽ, linh hoạt và bền bỉ. Tuy nhiên, Crawfurd cho rằng lính nhà Nguyễn không có đủ can đảm. Sự cưỡng bức phục vụ quân đội gây ra nhiều hệ lụy, tinh thần và kỹ năng của quân lính kém cỏi. Ông đánh giá rằng quân Nguyễn chỉ đe dọa được các nước nhỏ kế bên, họ không có cơ hội nào để chống lại một quân đội châu Âu đầu thế kỷ 19. Thậm chí, Crawfurd tin rằng Việt Nam là quốc gia châu Á dễ bị chinh phục bởi châu Âu nhất. Hai vùng Bắc Thành và Gia Định Thành nằm cách xa, hay có nổi loạn. Các đồn binh và kho vũ khí, kể cả ở kinh đô, đều nằm sát bờ biển, rất dễ bị hải quân địch tập kích. Miền Trung phụ thuộc vào các nguồn cung và lương thực từ miền Bắc và miền Nam theo đường biển vốn dễ bị cắt đứt, nhất là Gia Định Thành. Crawfurd cho rằng, đối với thời Minh Mạng, chỉ cần một lực lượng quân châu Âu với 5.000 người, và một đội tàu chiến cỡ nhỏ cũng dư sức chinh phục nước này. Crawfurd đã dự đoán viễn cảnh mà nước Việt Nam bị cai trị bởi châu Âu, nhất là người Pháp.

### Đinh điền và thuế khóa

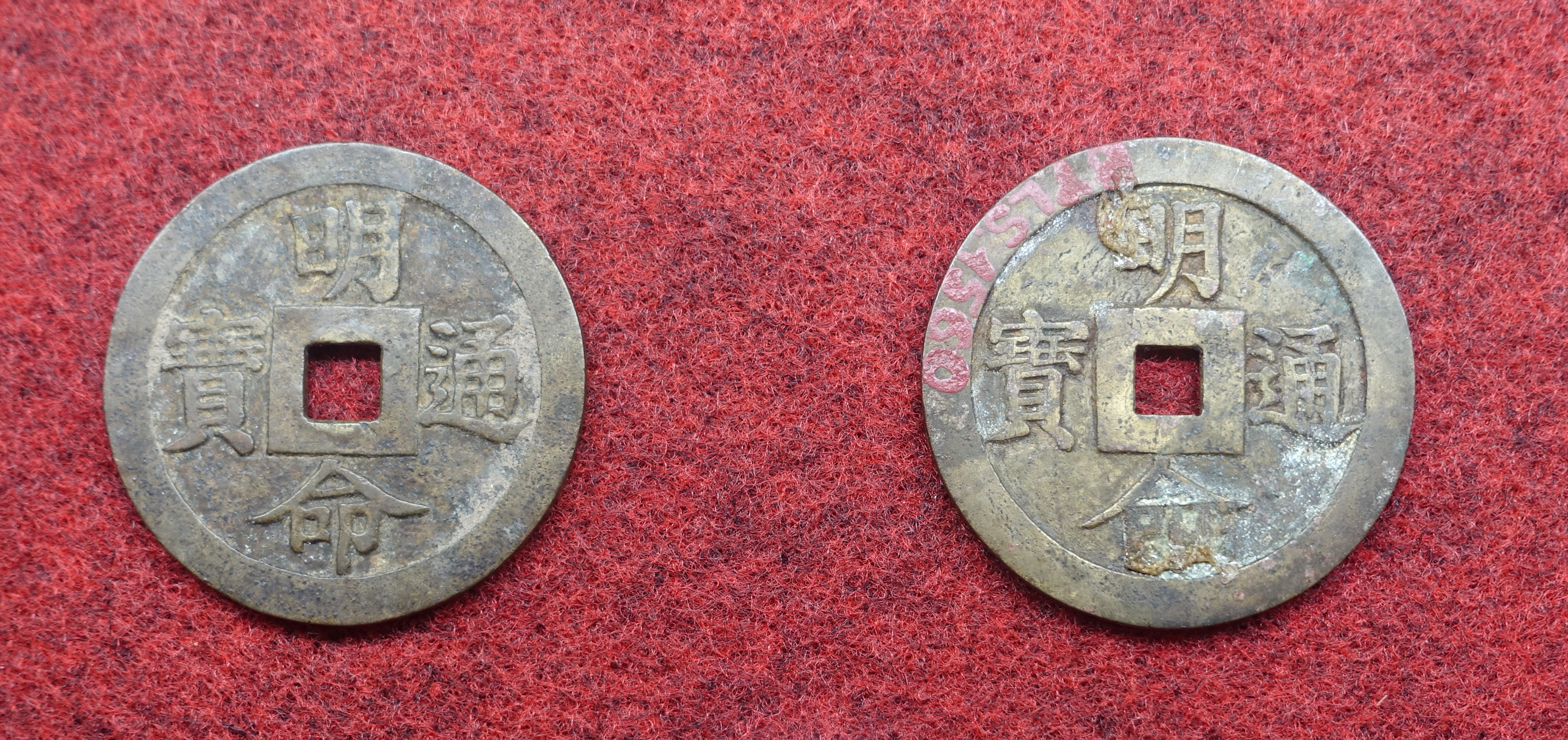
Tiền Minh Mạng thông bảo.

Thuế đinh và thuế điền cơ bản cũng theo như vua Gia Long đã định. Theo Việt Nam sử lược, chỉ có năm Bính Thân (1836), đất Nam Hà đạc điền xong, tính ra được hơn 630.075 mẫu và định lại các thứ thuế điền thổ ở đó. Còn như số dân đinh và điền thổ trong nước, thì theo số bộ tổng cộng lại được 970.516 suất đinh và 4.063.892 mẫu ruộng và đất.
Đối với những người Hoa sang lập ấp ở Đại Nam (gọi là Minh Hương), triều đình có lệnh rằng mỗi người 1 năm phải nộp 2 lạng bạc và được miễn giao dịch. Những người già yếu và khuyết tật phải chịu một nửa.
Đối với những người nhà Thanh sang Đại Nam buôn bán, người nào có vật lực thì 1 năm phải đóng 6 quan tiền; ai không có vật lực thì phải nộp một nửa, hạn cho 3 năm, thì chiếu lệ thu cả thuế.
Theo Việt Nam sử lược, Minh Mạng còn đặt lệ đánh thuế muối. Mỗi ruộng muối 1 năm phải nộp bằng muối từ 6 phương đến 10 phương. Mỗi phương nộp bằng tiền thì phải nộp từ 3 tiền đến 4 tiền 30 đồng. Còn các thuế mỏ, thuế sản vật,... thì cơ bản cũng theo lệ Gia Long đã định, chứ không thay đổi gì mấy.

### Văn hóa
Bản thân vua Minh Mạng cũng là một học giả, đã từng làm thơ, soạn sách văn học, khuyến khích biên soạn các loại sách sử, nhất là các sách sử, địa. Nhiều người soạn sách mới, dâng sách cũ đều được nhà vua ban thưởng và khuyến khích. Các bộ sách quý như: Gia Định thành thông chí, Lịch Triều Hiến Chương loại chí,... đều ra đời dưới thời Minh Mạng. Các con của ông, điển hình như Tùng Thiện Vương Miên Thẩm, Tuy Lý Vương Miên Trinh và Tương An Quận Vương Miên Bửu,... đều là những nhà văn, nhà thơ xuất sắc, và đều nổi tiếng dưới các triều vua Thiệu Trị, Tự Đức sau này.
- Năm 1820, Minh Mạng bắt đầu cho xây dựng Quốc Sử Quán, ở kinh thành Huế. Quốc Sử Quán nhà Nguyễn tồn tại 125 năm.
- 1821, ông thành lập Quốc tử giám ở kinh thành Huế.
- Năm 1826, ông chính thức thành lập Nhà hát Tuồng Quốc gia trong Đại Nội, được gọi là Duyệt Thị đường.
- Năm 1832, ông hoàn tất việc xây dựng kinh thành Huế theo kiến trúc của phương Tây kết hợp với kiến trúc thành quách của phương Đông.

Để xã hội có quy củ cùng nề nếp, nhà vua cho thống nhất việc đo lường và thống nhất y phục. Năm Bính Thân (1836) phủ huyện được cấp các cân mẫu, rồi năm Kỷ Hợi (1839) được cấp các loại thước mộc, thước may, thước đo ruộng. Về y phục ông từng bảo: "Ngày nay nước nhà cương thổ đã hiệp nhất thì chính trị, phong tục lẽ nào khác biệt". Bởi thế, nên nhiều đạo dụ được ban bố để y phục ở miền Bắc và miền Nam giống nhau.

### Giáo dục
Là người tinh thông Nho học, sùng đạo Khổng Mạnh, Minh Mạng rất quan tâm đến nền khoa cử, học vấn. Nhà vua thường nói: 
| “           | Đạo trị nước phải gây dựng nhân tài. | ” |
| — Minh Mạng |                                      |   |

Năm 1821, ông đặt chức Tế tửu và Tư nghiệp, năm 1822 mở lại thi Hội, thi Đình. Ông còn cho đặt đốc học ở thành Gia Định, ông giao trọng trách cho nhà giáo Nguyễn Trọng Vũ người Nghệ An, giữ chức Phó Đốc học chăm lo việc học hành ở Nam Bộ. Bấy giờ, ở Gia Định có Trịnh Hoài Đức là người có học vấn cao nên được nhà vua tin dùng, phong làm Hiệp Biện Đại học sĩ, Thượng thư Bộ Lại kiêm Thượng thư bộ Binh.
Minh Mạng còn đặt ra lệ rằng ai được thăng quan, bổ nhiệm đều phải lên kinh gặp vua trước khi nhậm chức. Đây là cơ sở để nhà vua kiểm tra đức độ, năng lực và khuyên bảo điều hay lẽ phải, cốt sao cho lợi ích nước nhà.
Năm 1836, ông cho thành lập "Tứ dịch quán" để dạy ngoại ngữ (tiếng Pháp, Xiêm).
Vua Minh Mạng muốn canh tân việc học hành thi cử nhưng lại không biết tiến hành ra sao bởi triều thần của ông chỉ toàn là những hủ nho lạc hậu, không giúp đỡ được nhà vua trong một kế hoạch nào làm cho quốc phú, dân cường. Ông đã nói rằng:
| “           | Lâu nay cái học khoa cử làm cho người ta sai lầm, Trẫm nghĩ văn chương vốn không có quy củ nhất định, mà nay những văn cử-nghiệp chỉ câu nệ cái hư sáo khoe khoang lẫn với nhau, biệt lập mỗi nhà một lối, nhân phẩm cao hay thấp do tự đó. Khoa tràng lấy hay bỏ cũng do tự đó. Học như thế thì trách nào nhân tài chẳng mỗi ngày một kém đi. Song tập tục đã quen rồi, khó đổi ngay được, về sau dần đổi lại. | ” |
| — Minh Mạng | |   |

Cho tới khi qua đời thì Minh Mạng vẫn chưa tìm ra cách cải tổ nền giáo dục của đất nước. Các vua nhà Nguyễn sau này cũng vậy, dẫn tới việc nhà Nguyễn chỉ toàn các nhà Nho biết làm thơ phú chứ không có ai tài giỏi trong các lĩnh vực khoa học kỹ thuật. Sự lạc hậu về công nghệ cũng là một trong các nguyên nhân khiến nhà Nguyễn mất nước vào tay thực dân Pháp sau này.

### Nông nghiệp
Dưới thời Minh Mạng, việc khẩn hoang rất được khuyến khích. Nhà vua cho quan lại mộ dân lập những ấp mới ở trong Nam cũng như ngoài Bắc, khiến cho việc phân phối ruộng đất được hợp lý. Ngoài ra, ông còn hoàn chỉnh hệ thống đê điều ở Bắc Bộ, đặt quan khuyến nông, khai hoang ven biển Bắc Bộ, lập các huyện Kim Sơn và Tiền Hải. Ở Nam Bộ, công cuộc khai hoang và thủy lợi cũng được đẩy mạnh. Minh Mạng còn thử nghiệm giải pháp bỏ đê phía nam Hà Nội, đào sông thoát lũ Cửu An (Hưng Yên).
Năm 1832, vua Minh Mạng khai mở ngành tơ tằm Đại Nam.
Ông còn ban dụ cho lập nhà Dưỡng tế ở các tỉnh để giúp đỡ những người tàn tật, nghèo khổ, già cả và không nơi nương tựa. Triều đình cũng bắt quan lại ở các tỉnh phải xuất lúa giống ở kho cho dân nghèo vay để làm mùa sau, nhằm làm cho nông nghiệp không bị đình trệ và việc mất mùa không ảnh hưởng trong các năm sau.

### Kỹ thuật công nghệ
Thời Minh Mạng, nhiều máy móc mang tính mới mẻ đã được chế tạo bao gồm: máy cưa chạy bằng sức trâu và sức nước, máy xẻ gỗ chạy bằng sức trâu. Cụ thể là năm 1834, với sự đồng ý của Minh Mạng, Nguyễn Văn Túy chế tạo ra chiếc máy nghiền thuốc súng bằng nước mang tên Thủy hỏa ký tế.
Trong các năm 1837 và 1838, theo kiểu mẫu phương Tây, thợ thủ công Nhà nước đã chế tạo được máy cưa văn gỗ, xẻ gỗ bằng sức nước, máy hút nước tưới ruộng,... và còn có cả xe cứu hỏa.
Đặc biệt là vào năm 1839, dựa trên các kiểu mẫu phương Tây, các Đốc công Hoàng Văn Lịch, Vũ Huy Trịnh cùng các thợ của ông đã đóng thành công chiếc tàu máy hơi nước đầu tiên, được vua Minh Mạng hết sức khen ngợi. Năm sau (1840), Minh Mạng lại chỉ đạo cho họ đóng một chiếc kiểu mới tân tiến và sửa chữa một chiếc bị hỏng. Điều đáng tiếc là mọi việc dường như bị đình lại sau đó.

### Xét xử công thần quá cố
Vua Minh Mạng và Tả quân Lê Văn Duyệt (1764 – 1832) vốn có nhiều hiềm khích và tư thù. Dù không ưa Lê Văn Duyệt nhưng ông không dám làm gì, do công lao và uy quyền quá lớn của Lê Văn Duyệt với triều đình.
Năm 1833, Lê Văn Duyệt qua đời, con nuôi là Lê Văn Khôi (? – 1834) nổi loạn chiếm thành Phiên An (tức thành Gia Định), Minh Mạng trong khi đánh dẹp cuộc nổi dậy này vẫn thường ban trách Lê Văn Duyệt.
Năm 1835, sau khi dẹp xong cuộc nổi dậy Lê Văn Khôi, Minh Mạng bèn làm án Tả quân, giao cho nhóm nội các là Hà Quyền, Nguyễn Tri Phương và Hoàng Quýnh nghị tội Tả quân có sáu điều, có bảy tội phải chém, hai tội phải thắt cổ, một tội phải sung quân. Bản án quyết định truy đoạt quan chức, phá bỏ quan quách giết thây. Mộ Lê Văn Duyệt ở Gia Định bị cuốc bằng và bị xiềng xích, phía trên khắc đá dựng bia ở trên viết to mấy chữ: Đây chỗ tên lại cái lộng quyền Lê Văn Duyệt chịu phép nước; các ngôi mộ cha mẹ của Lê Văn Duyệt bị đục bỏ tước hiệu khắc trên bia.
Sang năm sau (1836), Minh Mạng lại sai đình thần làm án Lê Chất (1769 – 1826), một công thần từ thời Gia Long, đã qua đời năm 1826. Bài dụ về tội trạng của Lê Chất như sau:
| “ | ...Lê Chất cùng với Lê Văn Duyệt, dựa nhau làm gian, tội ác đầy chứa, nhổ từng cái tóc mà tính cũng không hết... Vậy cho Tổng đốc Bình Phú Võ Xuân Cẩn san phẳng mộ của hắn, khắc bia dựng lên trên đề to mấy chữ "Chỗ này là nơi Lê Chất phục pháp" để làm gương cho kẻ gian tặc muôn đời. Còn vợ hắn là Lê Thị Sai... cùng con là Lê Cẩn, Lê Trương, Lê Thường, Lê Kỵ, đều... trảm giam hậu. Lại tịch biên gia sản, được hơn 12.000 quan tiền, giao tỉnh chứa cả vào kho. | ” |

Nhà sử học Trần Trọng Kim bình luận về việc làm án các công thần đã chết này trong sách Việt Nam sử lược như sau:
| “                | Quan quân bình xong giặc Lê Văn Khôi rồi vua Thánh Tổ sai phá thành Phiên An đi, xây lại chỗ khác và ngài xuống chiếu định truy tội Lê Văn Duyệt và tội Lê Chất. Cứ bình tĩnh mà xét, thì chẳng qua là vua Thánh Tổ vốn có ý không ưa hai ông ấy, rồi đình thần lại nhân đó mà bới việc ra để chiều ý ngài, cho nên thành ra hai cái án thật là không đáng. | ” |
| — Trần Trọng Kim | |   |

### Trấn áp nổi dậy
Thời nhà Nguyễn nói chung và thời Minh Mạng nói riêng cho thấy các cuộc nổi dậy của nông dân và các tầng lớp khác bùng nổ dữ dội. Theo sử gia Phạm Văn Sơn, các cuộc nổi dậy ở suốt Trung, Nam, Bắc dưới triều Minh Mạng (kể từ 1822) có nhiều nguyên nhân:
A) Về phía ngoại bang, nước Xiêm La vẫn giữ thái độ về vấn đề Chân Lạp nên ngoài mặt tuy êm dịu nhưng bên trong Xiêm La vẫn tìm cơ hội để quấy rối Việt Nam.
B) Ngoài Bắc, một phần nhân tâm còn luyến tiếc Lê triều, vẫn chờ dịp nổi lên chống triều Nguyễn và khôi phục lại dòng họ Lê.
C) Bọn quan lại hay nhũng nhiễu dân chúng, dèm pha nhau, tâng công, nịnh hót mà vua lại thường không minh, nhất là đối với kẻ công thần, nhiều người trung lương đâm ra chán nản, trái lại phe gian nịnh nẩy nở mỗi ngày một nhiều, nước tất nhiên phải sinh loạn do đó ngoại quốc mới dám dòm ngó vào.

#### Tại Bắc Kỳ (Bắc Hà)
Từ năm 1822 (Minh Mạng thứ 2), tại Bắc Kỳ (Bắc Hà) có tới 254 cuộc nổi dậy của nhân dân diễn ra. Tiêu biểu là các cuộc nổi dậy của Phan Bá Vành ở Nam Định, Lê Duy Lương ở Ninh Bình và Nông Văn Vân ở Tuyên Quang. Quân nhà Nguyễn phải vất vả lắm mới dẹp được các cuộc nổi loạn này.

##### Phan Bá Vành
Theo Việt Nam sử lược, năm 1826 ở Nam Định có Phan Bá Vành cùng với Võ Đức Cát và Nguyễn Hạnh khởi binh đánh phủ Trà Lý và Lân Hải, giết quan thủ ngự Đặng Đình Miễn và Nguyễn Trung Diễn. Quan trấn thủ Nam Định là Lê Mậu Cúc đem quân xuống đánh, nhưng cũng bại trận chết. Quan quân ở các trấn phải về tiễu trừ, bắt được Võ Đức Cát. Còn Phan Bá Vành và quân của mình thì chạy tan cả. Nhưng đến tháng 12 năm ấy, Phan Bá Vành và Nguyễn Hạnh liên kết với giặc Khách đi cướp ở ngoài biển, rồi lại đem quân về đánh phá ở huyện Tiên Minh và huyện Nghi Dương ở Hải Dương.
Thấy vậy, Minh Mạng bèn sai quan Tham biện Thanh Hóa là Nguyễn Công Trứ, quan Tham biện Nghệ An là Nguyễn Đức Nhuận đem binh thuyền ở Thanh Hóa, Nghệ An ra cùng với Hiệp trấn Bắc thành là Nguyễn Hữu Thận đi dẹp loạn.
Tháng giêng năm Đinh Hợi (1827), Phan Bá Vành quay về đánh chiếm phủ Thiên Trường và phủ Kiến Xương, sau lại về vây quan quân ở chợ Quán. Phạm Văn Lý và Nguyễn Công Trứ cho quân tới giải vây, Phan Bá Vành bại trận chạy về căn cứ ở Trà Lũ. Quân nhà Nguyễn vây đánh, bắt được Phan Bá Vành và 765 thủ hạ.
Trong dân gian vẫn lưu truyền câu hát:
| “ | "Trên trời có ông sao Tua, Ở làng Minh Giám có vua Ba Vành." | ” |

##### Lê Duy Lương
Tháng 3 năm Quý Tỵ (1833), tôn thất nhà Lê tên là Lê Duy Lương khởi binh ở Ninh Bình nổi lên, xưng làm Đại Lê Hoàng Tôn, cùng với các thổ ti Quách Tất Công, Quách Tất Tế, Đinh Thế Đức, Đinh Công Trịnh đem quân đi đánh phá các phủ huyện và chiếm giữ 3 châu huyện Lạc Thổ, Phụng Hóa và Yên Hóa. Sau đó, Lê Duy Lương cho quân đánh thành Hưng Hóa.
Hay tin, vua Minh Mạng cử quan Tổng đốc Nghệ Tĩnh là Tạ Quang Cự cùng với Tổng đốc Thanh Hóa là Nguyễn Văn Trọng đem quân ra Ninh Bình để đàn áp quân nổi loạn. Lê Duy Lương ở Ninh Bình lâm vào thế cô, không chống nổi mấy đạo quân nhà Nguyễn, chỉ đương được vài ba tháng thì bị bắt, đóng cũi giải về kinh trị tội. Còn nhóm Quách Tất Công, Quách Tất Tế thì cũng tan rã.
Sau đó, Minh Mạng truyền đem dòng dõi nhà Lê đi đày vào Quảng Nam, Quảng Bình, cứ chia cho 15 người ở 1 huyện và phát cho 10 quan tiền và 2 mẫu ruộng để làm ăn.

##### Nông Văn Vân
Khi quân Nguyễn đang dẹp loạn Lê Duy Lương ở miền Bắc, thì ở miền Nam Lê Văn Khôi nổi lên và chiếm giữ thành Gia Định. Theo Việt Nam sử lược, Lê Văn Khôi vốn là người Bắc, có họ hàng bà con ở mạn Tuyên Quang, Cao Bằng, bởi vậy Minh Mạng sai tìm bắt họ hàng của Khôi đem về Kinh xử tội. Tri châu Bảo Lạc (Tuyên Quang) Nông Văn Vân là anh vợ Khôi, bị quan quân bắt bớ, bèn nổi lên xưng "Tiết chế Thượng tướng quân". Nông Văn Vân bắt viên tỉnh phái thích chữ vào mặt rằng "Quan tỉnh hay ăn tiền của dân", rồi đuổi về.
Cuộc nổi loạn diễn ra từ ngày 2 tháng 7 năm 1833. Nông Văn Vân lập căn cứ ở Bảo Lạc, được nhiều tù trưởng và người dân tộc trong vùng hưởng ứng. Quân nổi loạn nhanh chóng mở rộng hoạt động ra các tỉnh Hà Giang, Tuyên Quang, Cao Bằng, Bắc Kạn, Lạng Sơn, Thái Nguyên và chiếm các tỉnh thành. Hay tin, Minh Mạng cử Tổng đốc Nghệ Tĩnh là Tạ Quang Cự làm Tổng đốc đại thần, cùng với Lê Văn Đức, Nguyễn Đình Phổ và Nguyễn Công Trứ thống lĩnh hàng chục ngàn quân, hàng trăm voi chiến và ngựa chiến đàn áp. Cuối năm 1834, hoạt động của quân nổi loạn bị thu hẹp dần.
Ngày 11 tháng 3 năm 1835, Phạm Văn Điển cho quân phóng hỏa đốt rừng Thẩm Bát, nơi Nông Văn Vân và quân nổi loạn ẩn náu. Theo Việt Nam sử lược, Nông Văn Vân chết cháy và đầu bị quân Nguyễn chém lấy rồi đem về kinh báo tin thắng trận.

#### Tại Trung Kỳ

##### Chăm Pa
Sau khi Lê Văn Duyệt mất ở Gia Định vào năm 1832, Hoàng đế Minh Mạng ra lệnh đem quân chinh phạt Panduranga-Champa trước khi quyết định xóa bỏ vương quốc này trên bản đồ. Minh Mạng thi hành nhiều chính sách đàn áp, buộc người Chăm phải lấy tên họ theo người Hoa như Quảng, Hứa, Đàng, Lâm, Châu, Thành..., xóa bỏ tất cả những chức vụ quan lại Champa để thay vào đó những chức vụ mà hệ thống hành chánh Việt Nam đã quy hoạch như chánh tổng, lý trưởng, trùm, biện, hào mục.
Cuộc diệt vong của Panduranga vào năm 1832 đã dẫn đến nhiều cuộc khởi nghĩa chống lại triều đình nhà Nguyễn. Cuộc biến động đầu tiên sau ngày Champa diệt vong là cuộc nổi dậy vào năm 1833 của Katip Sumat, một thủ lĩnh Hồi giáo đã từng cư trú nhiều năm ở Kelantan, Mã Lai. Nổi dậy Katip Sumat mang tính chất jihad (thánh chiến Hồi giáo). Trước sự trấn áp của nhà Nguyễn, phong trào Katip Sumat bị tan rã vào năm 1834.
Tiếp đó là phong trào nổi dậy Ja Thak Wa của Katip Thak Wa, người Chăm Bani tại Phan Rang liên kết với Po War Palei, người Ra Glai nhằm khôi phục lại vương triều Panduranga. Khởi nghĩa của Ja Thak Wa bùng nổ dữ dội vào tháng 7 năm 1834. Đầu năm 1835, triều đình Minh Mạng tấn công vào đồng bằng Phan Rang, khiến Ja Thak Wa tử trận, khởi nghĩa bị dập tắt. Lợi dụng cơ hội này, vua Minh Mạng ra lệnh tử hình quốc vương cũ là Po Phaok The và phó vương Cei Dhar Kaok.

#### Tại Nam Kỳ
Cuộc nổi dậy Lê Văn Khôi (1833-1835) là một cuộc nổi dậy xảy ra vào thời Minh Mạng ở các tỉnh miền Nam Đại Nam. Năm 1833, Lê Văn Khôi (vốn là con nuôi của Tả quân Lê Văn Duyệt) chiếm thành Phiên An và toàn bộ 6 tỉnh miền Nam, giết Tổng đốc Nguyễn Văn Quế và Bố chính Bạch Xuân Nguyên rồi xưng làm "Bình Nam Đại Nguyên Soái". Trong dịp này Lê Văn Khôi lấy danh nghĩa tôn phù một người con của Hoàng tử Cảnh là An Hòa. Bấy giờ, An Hòa đang ở Huế.
Hay tin, Minh Mạng cho giết ngay vợ con Hoàng tử Cảnh ở Huế để Lê Văn Khôi hết đường lợi dụng.
Triều đình cử các tướng Tống Phúc Lương, Nguyễn Xuân, Phan Văn Thúy, Trương Minh Giảng và Trần Văn Năng đem thủy bộ binh tượng vào đánh quân nổi dậy. Tháng 8 năm 1833, quân Nguyễn bắt đầu phản công và lấy lại các tỉnh Nam Bộ. Một viên tướng của Lê Văn Khôi là Thái Công Triều đầu hàng triều đình. Quân nổi dậy thất thế, phải cầu cứu Xiêm La.
Không bỏ lỡ cơ hội, vua Xiêm là Rama III lập tức sai tướng Chất Tri và Phật Lăng dẫn quân sang Chân Lạp và tiến công Hà Tiên, Gia Định. Năm 1834, quân Đại Nam đánh tan quân Xiêm ở Thuận Cảng, buộc quân Xiêm lui về Chân Lạp. Quân Đại Nam sau đó chiếm lại toàn bộ các tỉnh miền Nam và bao vây quân nổi dậy tại thành Bát Quái. Lê Văn Khôi bị cô lập, lâm bệnh rồi mất tại thành Phiên An. Con trai Lê Văn Khôi là Lê Văn Cù mới 8 tuổi được cử lên thay. Tháng 9 năm 1835, quân Nguyễn hạ thành Phiên An. Trong 6 người "chủ mưu" bị bắt giải về Kinh đô Phú Xuân có giáo sĩ người Pháp tên Joseph Marchand (Cố Du), một người Khách (Hoa kiều) tên Mạch Tấn Giai và Lê Văn Cù, con Lê Văn Khôi.
Đến Huế thì giáo sĩ Joseph Marchand và năm người kia phải tội lăng trì. Điều này khiến cho Minh Mạng ngày càng cấm đạo Cơ Đốc một cách dữ dội hơn.

## Đối ngoại

### Với Trung Quốc
Giống như vua cha, Minh Mạng chủ trương tiếp tục triều cống và giữ quan hệ ngoại giao hữu hảo với nhà Thanh. Khi lên ngôi, ông đã nhận sự phong vương của vua nhà Thanh. Tuy nhiên, triều Nguyễn duy trì đường lối đối nội tự chủ. Theo nhận xét của giáo sư Yu Insun, các vua nhà Nguyễn chỉ xưng thần với nhà Thanh một cách hình thức, còn thực chất họ cho rằng họ bình đẳng với nhà Thanh. Các phái đoàn đi cống của Đại Nam ngoài việc đưa đồ tiến cống còn thực hiện việc trao đổi mua bán sản phẩm không có trong nước, vì Trung Quốc không cho phép thương nhân Đại Nam sang Trung Quốc, còn Đại Nam duy trì lệnh cấm dân chúng xuất cảnh để ngăn chặn việc xuất lậu vật phẩm sang Trung Quốc như gạo, muối, vàng bạc, đồng, sừng trâu, ngà voi, v.v...
Việc duy trì quan hệ triều cống chỉ có ý nghĩa tượng trưng, vì đến cuối đời Minh Mạng, cứ bốn năm một lần nhà Nguyễn mới phải cử sứ sang cống, đồng thời nhà Thanh cắt giảm yêu cầu vật phẩm triều cống cho triều Tây Sơn và nhà Nguyễn chỉ còn phân nửa so với nhà Lê, nên giá trị vật chất không đáng kể. Tuy nhiên các đoàn đi sứ đều được lệnh ghi chép cẩn thận tình hình bên Trung Quốc để báo cáo lại cho nhà vua. Các sứ thần không hoàn thành nhiệm vụ này đều bị trách phạt. Đây có lẽ là một phần lý do khiến vua Minh Mạng có thể nhận định đúng việc nhà Thanh ngày càng suy yếu, và dự đoán chính xác nhà Thanh sẽ thất bại trong cuộc xung đột với nước Anh một khi cuộc chiến tranh Nha phiến nổ ra.
Hai bên giao tiếp hữu nghị như vậy, nhưng chỉ được mươi năm. Năm 1830, người Thanh đúc tiền kẽm giống như tiền Việt Nam để đưa sang Việt Nam tiêu dùng, làm cho giá cả hàng hóa ở nước ta tăng vọt. Triều đình nhà Nguyễn phải ra lệnh cho các quan trấn ải ở biên giới kiểm soát thật chặt chẽ, không cho kẻ gian chở trộm tiền kẽm giả từ Trung Quốc sang. Năm sau (1831), nhà Thanh cho hơn 600 người đến chiếm đóng đồn Phong Thổ, đòi quân lính Việt Nam phải rút đi. Hoàng đế Minh Mạng cho tướng Đặng Văn Thiêm đem hơn 1.000 quân và 10 thớt voi tiến lên Hưng Hóa. Cuộc chiến diễn ra ác liệt, quân Thanh phải rút về nước. Minh Mạng giao cho các thủ lĩnh thiểu số ở địa phương cai quản hai động Phong Thổ và Bình Lưu.

### Với Xiêm La
Thời Minh Mạng, giữa Xiêm La (Thái Lan, do nhà Chakri trị vì) với Đại Nam thường xảy ra chiến tranh. Trước đây, vua Gia Long và vua Minh Mạng có mối quan hệ tốt với các vua Rama I, Rama II nên hai nước Việt-Xiêm chưa xảy ra xung đột. Tuy nhiên, sau khi vua mới của Xiêm là Rama III lên ngôi, ông và Minh Mạng đã có thái độ thù nghịch nhau do không còn mối thâm tình như các vua trước. Năm 1827, vua Rama III cử tướng Chất Tri (tức Bodin) đem quân Xiêm sang xâm lược Vạn Tượng, vua xứ này là A Nộ (Anouvong) chống không nổi, phải cầu cứu triều đình Đại Nam. Minh Mạng sai Thống chế Phan Văn Thúy mang viện quân sang giúp nhưng bị quân Xiêm đánh bại. Năm 1828, Phan Văn Thúy và Nguyễn Văn Xuân, Nguyễn Khoa Hào tiếp tục đem 3.000 quân và 24 voi chiến đưa A Nộ về Trấn Ninh, rồi tiến vào Vạn Tượng (Vientiane) nhưng đạo quân Nhà Nguyễn – A Nộ lại bị quân Xiêm đập tan. Chán nản, vua Minh Mạng hạ lệnh bãi bỏ và chỉ phòng vệ ở vùng biên giới. A Nộ sau đó chạy về Trấn Ninh và bị bắt nộp cho quân Xiêm.
Quân Xiêm được đà đánh sâu vào các miền phụ cận Quảng Trị. Thống chế Phạm Văn Điển cùng Tham tán Quân vụ Lê Đăng Doanh cùng với các đạo quân Nguyễn ở Lào phải đi ngăn quân Xiêm, đằng khác gửi thư trách cứ họ. Xiêm La trả lời khiêm nhượng rồi rút quân. Tuy vậy, họ vẫn ngấm ngầm giúp Chân Lạp nổi lên chống triều đình Nguyễn hoặc lấn lướt Vạn Tượng và các xứ quy phục triều đình.
Năm 1833-1834, theo lời kêu gọi của Lê Văn Khôi, Xiêm La mang đại quân xâm lấn Nam Kỳ nhưng bị quân Đại Nam đánh tan.

### Với Ai Lao (Lào)
Thời Minh Mạng, lãnh thổ Đại Nam rộng lớn hơn cả. Nhiều vùng ở Ai Lao đã xin thuộc quyền bảo hộ của Đại Nam. Các vùng mà ngày nay là Sầm Nứa, Trấn Ninh, Cam Môn (Khammuane) và Savannakhet giáp với các tỉnh Thanh Hóa, Nghệ An, Quảng Trị đều được sáp nhập và trở thành các châu, phủ của Đại Nam.

### Với Chân Lạp
Từ năm 1833, sau khi phá được quân Xiêm, tướng quân Trương Minh Giảng cùng Tham tán Lê Đại Cương lập đồn Đại Nam gần Nam Vang (tức Phnôm Pênh) để bảo hộ Chân Lạp (Campuchia).
Cuối năm Giáp Ngọ (1834), vua Nặc Ông Chân (Ang Chan II) của Chân Lạp qua đời mà không có con trai nối dõi, quyền bính chuyển sang cho Trà Long và Lê Kiên - hai người Chân Lạp - làm quan cho Đại Nam. Đến năm Ất Mùi (1835), Trương Minh Giảng lập con gái Nặc Ông Chân là Công chúa Ang Mey (tức Ngọc Vân Công chúa) lên làm Cao Miên quận chúa. Trương Minh Giảng đổi nước Chân Lạp thành Trấn Tây Thành, rồi chia làm 32 phủ và 2 huyện, và đặt các chức quan cai quản mọi việc quân sự và dân sự.
Nhưng quan lại người Việt ở Chân Lạp làm nhiều điều ức hiếp, nhũng nhiễu dân Chân Lạp; quân Nguyễn lại bắt Ngọc Vân quận chúa đem về Gia Định, đổi thành Mỹ Lâm quận chúa (do không còn nước Cao Miên nữa); đày các quan người Chân Lạp là Trà Long và Lê Kiên ra miền Bắc Đại Nam. Do đó dân Chân Lạp oán hận và nổi dậy chống quân Đại Nam ở khắp nơi.
Em trai của Nặc Ông Chân là Nặc Ông Độn (Ang Duong) và Ang Em (hoặc Ang Im) đã làm loạn với sự giúp đỡ của Xiêm La. Quan quân nhà Nguyễn đánh dẹp không nổi, nên sau khi vua Minh Mạng qua đời, quan quân Đại Nam phải bỏ Trấn Tây Thành mà rút về An Giang.

### Với phương Tây
Vua Minh Mạng không có thiện cảm với người châu Âu cũng như thái độ của người Á Đông trước đó, xem người Âu là bọn man di đi cướp bóc. Với những người Pháp đã từng giúp Gia Long trước kia, Minh Mạng tỏ thái độ lạnh nhạt nên khi ông Chaigneau trở lại Đại Nam không được trọng dụng nữa. Nhà vua cho Chaigneau hay rằng không cần phải ký thương ước giữa hai chính phủ, người Đại Nam vẫn đối xử tử tế với người Pháp là đủ, ông chỉ thỏa thuận mua bán với người Pháp, nhưng không chấp nhận thành lập quan hệ ngoại giao chính thức với nước Pháp, quốc thư của Pháp xin cho Chaigneau làm Lãnh sự Pháp cũng không được Minh Mạng đếm xỉa đến.
Thời bấy giờ, Đại Nam là nước Á Đông đầu tiên mà Hoa Kỳ muốn thiết lập quan hệ ngoại giao. Các năm 1833 và 1836, Tổng thống Hoa Kỳ Andrew Jackson đã gửi Đại sứ Edmund Roberts sang đàm phán với Minh Mạng về quan hệ mậu dịch song phương của hai nước nhưng đều không thành công. Chính sách thụ động này đã kìm hãm sự phát triển của Đại Nam.

#### Việc cấm đạo Công giáo

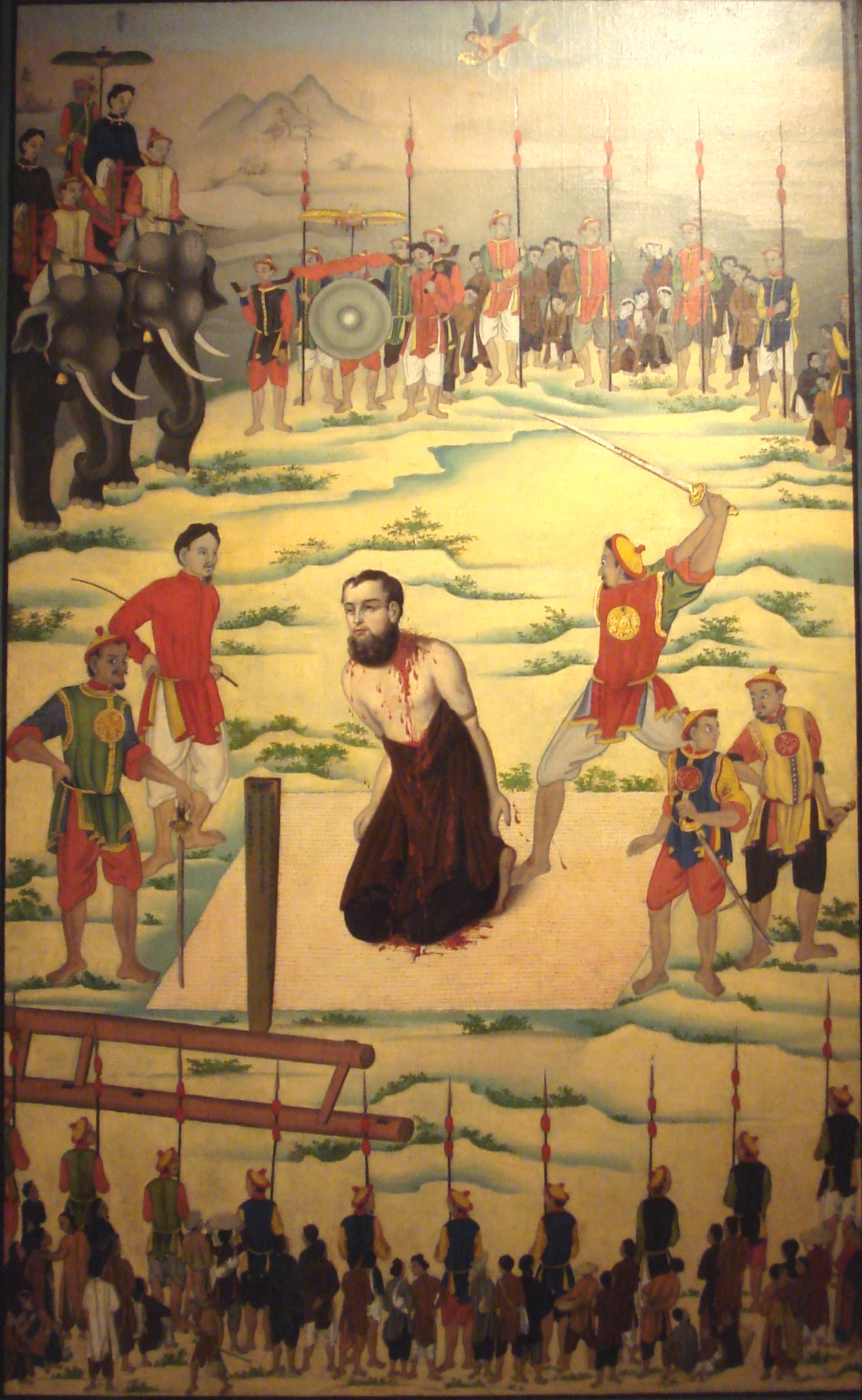
Cảnh hành hình giáo sĩ Pierre Borie năm 1838.

Minh Mạng cũng không thích đạo Công giáo của châu Âu. Từ khi lên ngôi, ông đã có ý định không cho người ngoại quốc vào giảng đạo này ở trong nước. Đến năm Ất Dậu (1825), khi chiếc tàu Thetís vào cửa Đà Nẵng, có giáo sĩ tên Rogerot lại đi giảng đạo khắp nơi, Minh Mạng khi ấy mới ra dụ cấm đạo, và truyền cho quan quân phải khám xét các tàu thuyền của ngoại quốc ra vào cửa bể. Trong dụ nói rằng: 
| “           | Đạo phương Tây là tà đạo, làm mê hoặc lòng người và hủy hoại phong tục, cho nên phải nghiêm cấm để khiến người ta phải theo chính đạo. | ” |
| — Minh Mạng | |   |

Ông còn sai tìm nhiều giáo sĩ ở trong nước đem về kinh đô Huế để dịch sách Tây ra tiếng Việt, nhằm mục đích ngăn các giáo sĩ giảng đạo ở chốn hương thôn.
Theo Việt Nam sử lược, lúc bấy giờ không phải một mình nhà vua ghét đạo Công giáo mà phần nhiều các quan thần cũng vậy cho nên sự cấm đạo ngày càng khắc nghiệt thêm. Tuy nhiên, trong nước vẫn có người đi giảng đạo. Minh Mạng lại ra sắc lệnh bắt các tín đồ Công giáo phải bỏ đạo và ai bắt được giáo sĩ đem nộp thì sẽ được thưởng. Năm ấy ở kinh đô có một giáo sĩ bị khép tội xử giảo và ở các địa phương cũng rối loạn vì sự bắt giết các giáo sĩ.
Từ năm 1822, trong Nam ngoài Bắc có rất nhiều cuộc nổi dậy, nhà vua cho rằng dân đạo theo giúp các đạo quân nổi dậy nên cấm đạo càng khắc nghiệt hơn. Từ năm Giáp Ngọ (1834) đến năm Mậu Tuất (1838), có nhiều giáo sĩ và giáo dân bị giết, nhất là từ khi bắt được Joseph Marchand (Cố Du), một giáo sĩ tham gia vào cuộc nổi dậy Lê Văn Khôi. Các giáo sĩ phương Tây đã so sánh Minh Mạng với Nero - vị hoàng đế La Mã đã bách hại hàng loạt các tín đồ Công giáo. Tuy nhiên, các giáo sĩ phương Tây vẫn liều chết để truyền đạo cho được, có người còn phải đào hầm ở dưới đất hàng mấy tháng để truyền đạo.
Theo Việt Nam sử lược, từ năm 1838, vua Minh Mạng cảm thấy không thể nào cấm được các giáo sĩ truyền đạo Công giáo trong nước, ông bèn sai sứ sang Pháp để điều đình về việc này. Song khi sứ thần Đại Nam tới nơi, Hội Thừa sai Paris xin vua Louis Philippe I đừng tiếp. Sứ Đại Nam phải trở về, khi về đến Huế thì Minh Mạng đã qua đời.
Tuy nhiên theo Nguyễn Văn Kiệm trong cuốn Triều Nguyễn và lịch sử của chúng ta đã đánh giá lại việc cấm đạo của vua Minh Mạng với cái nhìn mới công bằng hơn: Lệnh bắt đạo của Minh Mạng tuy ngặt, có gây khó khăn và thiệt thòi cho tín đồ Công giáo, song trong khoảng hai thập kỷ dưới thời Minh Mạng, không hề diễn ra những cuộc tàn sát lớn đối với dân Công giáo. (...) có thể thấy chính sách của Minh Mạng đối với Công giáo về đại thể là có lý, có tình và khó có thể chê trách nếu đặt nó vào bối cảnh lịch sử cụ thể của nước ta lúc đó, khi họa xâm lăng đang tới gần. Riêng biện pháp cưỡng chế giáo dân bỏ đạo cùng với những hình phạt kèm theo là quá khắc nghiệt và cũng chính vì thế mà đã thất bại so với yêu cầu. Mặc dù biện pháp cưỡng chế bỏ đạo của Minh Mạng là đáng phê phán, song gọi Minh Mạng là "tên bạo chúa, là kẻ khát máu, là Nero của Việt Nam là một sự xuyên tạc sự thật lịch sử cần phải được đính chính".

## Mở rộng lãnh thổ

### Trấn Tây Thành
Năm 1833 sau khi triều đình bắt tội Tổng trấn Lê Văn Duyệt, Lê Văn Khôi con nuôi ông dấy binh nổi loạn, chiếm giữ Thành Bát Quái (thuộc Thành phố Hồ Chí Minh ngày nay). Vài tháng sau vì yếu thế Lê Văn Khôi cầu viện nước Xiêm; vua Xiêm Rama III bèn sai tướng Chao Phraya Bodin và Phraklang đem hàng ngàn quân thủy bộ chia ra làm 5 đạo tiến đánh Gia Định. Đường thủy thì qua ngả Vịnh Thái Lan, đường bộ thì qua đất Chân Lạp, đồng thời thừa thế khống chế luôn Chân Lạp.
Trong khi đó quân Xiêm đánh vào An Giang (tháng 12/1833), rồi tiến lên giao chiến ở rạch Củ Hủ. Trận ấy quân Việt thắng và phản công chiếm lại đồn Châu Đốc, tỉnh An Giang, thành Hà Tiên rồi cùng lực lượng quân Chân Lạp ngược dòng Cửu Long tiến chiếm lại thành Nam Vang. Quân Xiêm bại trận phải rút khỏi Chân Lạp; triều đình Huế bèn đưa Ang Chan II trở lại ngôi vua.
Đuổi được quân Xiêm, Trương Minh Giảng và Lê Đại Cương lập đồn An Nam ở gần Nam Vang để bảo hộ Chân Lạp. Việc cai trị trong nước Chân Lạp đều do quan Việt sắp đặt, còn triều thần Chân Lạp chỉ kiêm nhiệm việc nhỏ.
Cuối năm 1834, vua nước Chân Lạp là Ang Chan II mất mà không có con trai, quyền cai trị trong nước về cả mấy người phiên liêu là Trà Long (Chakrey Long) và La Kiên, vốn là người Chân Lạp nhưng nhận quan tước của triều đình Huế.
Năm sau, 1835, Trương Minh Giảng tâu vua xin lập người con gái của Nặc Ông Chân là Ang Mey (Ngọc Vân) lên làm quận chúa, gọi là Chân Lạp quận chúa. Thực chất thì Ngọc Vân chỉ là vua làm vì chứ không có thực quyền.
Năm 1836, vua Minh Mạng cho đổi đất Chân Lạp thành Trấn Tây Thành, chính thức sáp nhập vào Đại Nam. Ranh giới phía Tây Bắc của trấn đến Biển Hồ Tonlé Sap.

#### Quản lý hành chính
Nhà Nguyễn chia Trấn Tây Thành làm 33 phủ và 2 huyện.
Triều đình Huế hủy bỏ tước hiệu quan chức bản xứ của Chân Lạp và áp dụng quan chế nhà Nguyễn. Lê Đại Cương (sau được thay bằng Dương Văn Phong) được cử làm Tham tán Đại thần, đặt một Tướng quân, 4 chánh phó Lãnh binh, cắt đặt các chức Hiệp tán, Đề đốc, Lang trung, Viên ngoại lang, Giáo thụ, Huấn đạo. Ở các chỗ yếu hiểm, lại đặt chức Tuyên phủ, An phủ để phòng ngự.
Năm 1840, nhà vua sai Lê Văn Đức làm Khâm sai Đại thần, Doãn Uẩn làm phó và cùng với Trương Minh Giảng để kinh lý mọi việc ở Trấn Tây Thành, khám xét việc buôn bán, đo đạc ruộng đất, định lại thuế đinh, thuế thuyền bè buôn bán dưới sông.
Vua Minh Mạng đã cho lệnh tổng kê dân đinh nước Chân Lạp, vừa bị sáp nhập vào lãnh thổ Đại Nam, thì có 970.516 người, đang khi đó thì ruộng đất lên đến 4.036.892 mẫu.

#### Quan hệ với người bản xứ
Khi nhà Nguyễn chiếm được Nam Vang, lập Ang Chan II làm vua Chân Lạp thì mấy anh em là Ang Snguon, Ang Em, Ang Duong bỏ thành chạy theo quân Xiêm sang lưu vong ở Vọng Các. Xiêm triều lợi dụng yếu tố đó tìm cách đưa họ về Chân Lạp tranh ngôi vua với Ang Chan và khôi phục ảnh hưởng của Xiêm La.
Trong khi đó ở Trấn Tây, nhà Nguyễn phong tước hiệu cho bốn người con gái của Ang Chan II:
- Ang Pen (Ngọc Biện, Brhat Anak Angga Ang Baen) (1809-1840) làm Lư An huyện quân;
- Ang Mey (Ngọc Vân, Samdach Brhat Anak Angga Mei Khieu) (1815-1874) làm Cao Miên quận chúa, nối ngôi vua cha;
- Ang Snguon (Ngọc Nguyên) (1829-1875) làm Tạp Ninh huyện quân;
- Ang Pou (Ngọc Thu, Samdach Brhat Maha Uparajini Puyani) (1822-1878) làm Thâu Trung huyện quân.

Năm 1839, Ang Em và Ang Duong đem 9.000 dân Khmer cùng 70 chiếc thuyền từ Battambang (vùng Xiêm chiếm đóng) về Trấn Tây (vùng Đại Nam cai quản), định xin triều đình nhà Nguyễn cho kế vị Ang Chan làm vua nhưng bị Trương Minh Giảng bắt. Triều đình cho giải Ang Em về Gia Định xét hỏi rồi đưa ra Huế giam.
Đến năm 1841, Trà Long (Chakrey Long), Nhân Vu (Yumreach Hu) và La Kiên đến Huế mừng thọ vua Minh Mạng thì lại bị nhà vua hạch tội, bắt giam và đày ra Bắc Kỳ. Còn ở Trấn Tây thì Tham tán Dương Văn Phong khép cho Ngọc Biện (Ang Baen), chị của Ngọc Vân quận chúa, tội mưu phản với ý định trốn sang Xiêm, phải xử tử. Sau đó Trương Minh Giảng bắt Ngọc Vân và hai em gái là Ngọc Thu và Ngọc Nguyên về Gia Định giam lỏng ở đó. Các quan lại người Việt sang Trấn Tây Thành thì không ít kẻ lại làm nhiều chuyện trái phép lạm quyền, lạm thế và nhũng nhiễu dân tình.
Với thái độ tự đắc và miệt thị triều thần Chân Lạp gây nhiều bất mãn trong dân chúng, việc cai trị Trấn Tây càng ngày càng khó. Em Ang Chan là Ang Duong nhân đó dấy binh lại được người Xiêm hậu thuẫn để can thiệp nội bộ Chân Lạp nên quan quân ở Trấn Tây luôn phải đánh dẹp hao tổn nhiều.
Năm 1840, mấy vạn quân Xiêm kéo vào đóng ở U Đông (Oudong), vua Minh Mạng sai tướng Phạm Văn Điển và Nguyễn Tiến Lâm mang quân lên đối phó nhưng không phá được.

#### Triệt thoái khỏi Trấn Tây
Việc chiếm đóng Trấn Tây Thành cùng với chính sách cai trị mất lòng dân Chân Lạp của triều đình Huế là một gánh nặng cho đất nước, từ binh sĩ đến lương nhu đều hao thiệt nên đến tháng 9 năm 1841, thấy tình hình Chân Lạp bất ổn mãi, Tạ Quang Cự và các đại thần dâng sớ xin bỏ bảo hộ Chân Lạp. Vua Thiệu Trị thuận theo, truyền cho quan quân Đại Nam rút quân về giữ An Giang.
Lợi dụng tình huống bỏ ngỏ vua Xiêm đưa Ang Duong lên làm vua Chân Lạp song chiến sự kéo dài vì quân Việt và quân Xiêm tiếp tục giao chiến từ năm 1841 đến 1845 mới thôi khi triều đình Huế và Vọng Các thỏa hiệp cùng bảo hộ xứ Chân Lạp và nhận triều cống của Ang Duong.

### Trấn Ninh
Thời nhà Nguyễn, Gia Long đem đất Trấn Ninh cắt về cho vương quốc Vạn Tượng của A Nỗ (Anouvong). Nhưng khi Chiêu Xanh, tù trưởng Trấn Ninh khi ấy chết, A Nỗ không lập con Chiêu Xanh là Chiêu Nội (Chao Noi) lên, nên Chiêu Nội thù A Nỗ, đồng thời Chiêu Nội chạy sang phủ Trà Lân xứ Nghệ và xin nội thuộc lại Đại Nam (nhà Nguyễn). Đến khi A Nỗ chống lại nước Xiêm, bị vua Xiêm là Rama III sai Chao Phraya Bodin Decha đánh cho thua chạy sang Nghệ An, qua Trấn Ninh bị Chiêu Nội bắt nộp cho Xiêm năm 1828. Chiêu Nội bị Minh Mạng khép tội chết vì hành động này.
Sau khi giết Chiêu Nội, nhà Nguyễn cử quan Việt sang cai trị Trấn Ninh. Năm 1823, nhà Nguyễn đặt thêm huyện Liêm. Phủ Trấn Ninh từ đấy bao gồm 8 huyện:
1. Liên,
2. Khâm,
3. Quảng,
4. Khang,
5. Cát,
6. Xôi,
7. Mộc,
8. Liêm (vốn là mán Mường Hiểm).

Tháng 3/1832, nổ ra cuộc khởi nghĩa của hơn 200 binh lính Trấn Ninh, do Trần Tứ và Đỗ Bắc lãnh đạo nổi dậy chống nhà Nguyễn và liên kết với cuộc khởi nghĩa của Lê Duy Lương. Những năm 1833-1834, trong chiến tranh Việt-Xiêm, người Thái tấn công Đại Nam (một trong các hướng là qua ngả Trấn Ninh), đất Trấn Ninh bị người Thái lấn dần. Khi người Pháp thành lập Liên bang Đông Dương, năm 1893, đã dựa theo địa hình và cắt tỉnh Houaphan (Hủa Phăn), Xiêng Khoảng giao về lãnh thổ Lào (Ai Lao).

## Qua đời

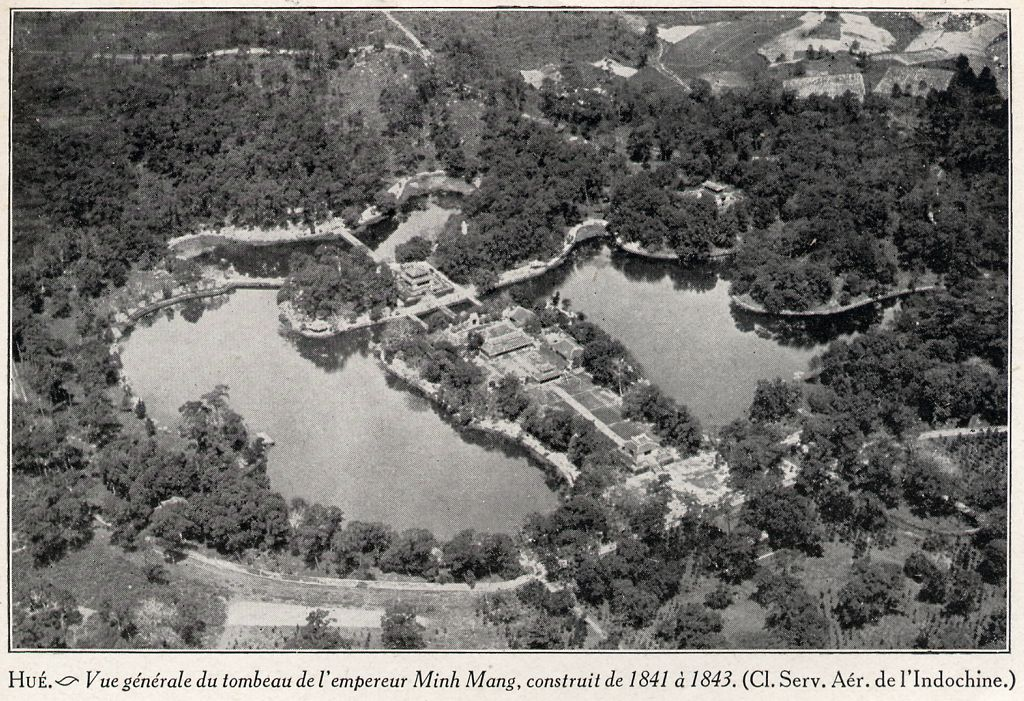
Toàn cảnh Lăng Minh Mạng nhìn từ trên không, hình chụp vào đầu thế kỷ 20

Năm 1841, Minh Mạng lâm bệnh nặng. Lúc lâm chung, ông gọi quan đại thần Trương Đăng Quế đến bên giường dụ rằng:
| “           | Hoàng tử Trường Khánh Công lấy về ngôi thứ là hàng trưởng, lấy về đức, về tuổi nên nối ngôi lớn. Ngươi nên hết lòng giúp sức rập, hễ việc gì chưa hợp lẽ, ngươi nên lấy lời nói của ta mà can gián. Ngươi trông mặt ta, nên ghi nhớ lấy. | ” |
| — Minh Mạng | |   |

Sau đó, ông cầm tay con trưởng là Trường Khánh Công Nguyễn Phúc Miên Tông trối trăng:
| “           | Trương Đăng Quế thờ ta đến 21 năm, trọn đạo làm tôi, một lòng công trung, bày mưu dưới trướng, ra sức giúp việc ngoài biên, thực là một người công thần kỳ cựu của triều đình. Ngươi nên đãi ngộ một cách ưu hậu, hễ nói thì phải nghe, bày mưu kế gì thì phải theo, ngày sau có thể được thờ vào nhà thế thất. | ” |
| — Minh Mạng | |   |

Nói rồi, vua Minh Mạng qua đời ngày 28 tháng 12 năm Canh Tý, tức ngày 20 tháng 1 năm 1841 tại điện Quang Minh, hưởng thọ 50 tuổi, ở ngôi 21 năm, được truy phong miếu hiệu là Thánh Tổ. Thụy hiệu do vua Thiệu Trị đặt cho ông là Thể thiên Xương vận Chí hiếu Thuần đức Văn vũ Minh đoán Sáng thuật Đại thành Hậu trạch Phong công Nhân Hoàng đế.
Lăng của ông là Hiếu lăng, thường gọi là lăng Minh Mạng, tại làng An Bằng, huyện Hương Trà, tỉnh Thừa Thiên. Ông được thờ ở Tả Nhất Án Thế Miếu trong Đại Nội kinh thành Huế.
Tên của ông từng được đặt cho một số con đường lớn ở miền Nam Việt Nam nhưng phần lớn đã đổi tên khác sau Sự kiện 30 tháng 4.

## Gia quyến

### Hậu cung

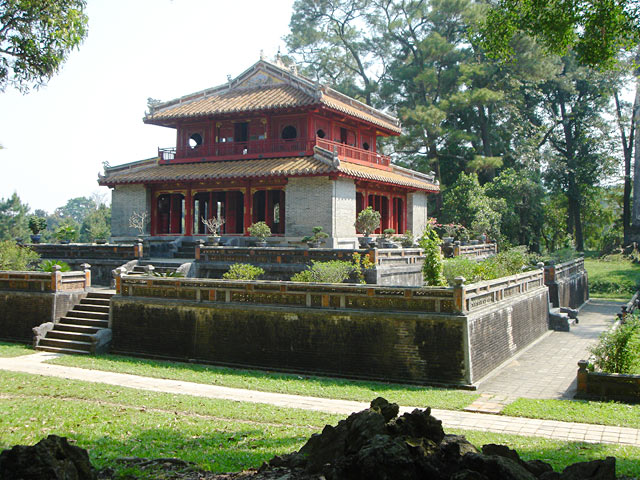
Lăng Minh Mạng (Hiếu lăng).

Trong đời sống riêng tư, Minh Mạng nổi tiếng về sức cường tráng của ông. Không có tài liệu cho biết thể lực của ông thế nào, chỉ biết ông có nhiều các phi tần. Có một bài thuốc bổ dương mang tên Minh Mạng thang được quan Thái y căn cứ vào thể chất và sinh hoạt của ông để lập ra thang thuốc rượu.
Theo thống kê từ sử sách và thế phả dòng họ Nguyễn, vua Minh Mạng có rất nhiều vợ, trong số đó có 43 người vợ từng sinh nở; 142 người con gồm 78 hoàng tử, 64 hoàng nữ. Trong khi đó, cháu của ông là Tự Đức có tất cả 103 bà phi tần, ngự thiếp.

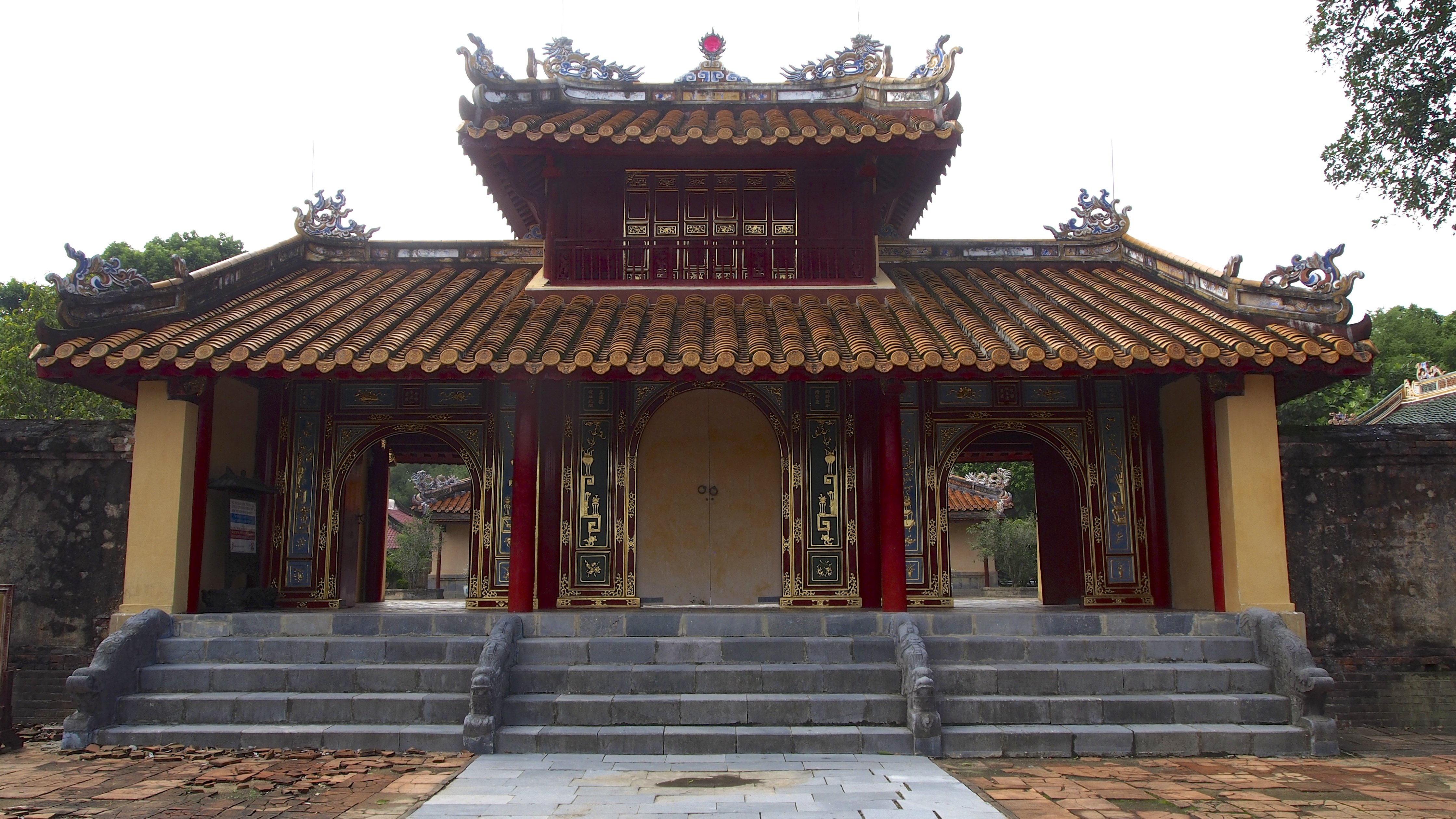
Lăng Minh Mạng.

Ông không đặt hoàng hậu, mà chỉ cao nhất là ngôi phi. Tá Thiên Nhân Hoàng hậu (tước vị được phong sau khi mất), húy là Hồ Thị Hoa, còn có tên là Thật, sinh 1791. Bà qua đời năm 1807, 13 ngày sau khi sinh hạ Hoàng trưởng tử Nguyễn Phúc Miên Tông (tức là vua Thiệu Trị sau này). Lăng của bà hiệu là Hiếu Đông lăng, phía tả Lăng Thiệu Trị, tại làng Cư Chánh, huyện Hương Thủy, tỉnh Thừa Thiên.
Sách Minh Mạng chính yếu chép: Năm Minh Mạng thứ 6 (1826), mùa Xuân, tháng giêng, trong Kinh Kỳ ít mưa, nhà vua lấy làm lo, chỉ dụ cho quan Thượng Bảo Khanh là ông Hoàng Quýnh rằng:
| “           | Hai ba năm trở lại đây, hạn hán liên tiếp. Trẫm nghĩ tự đâu đến thế nhưng chưa tìm ra nguyên nhân, hoặc là trong thâm cung cung nữ nhiều âm khí uất tắc mà nên như vậy ư? Nay bớt đi, cho ra 100 người, ngõ hầu có thể giải trừ thiên tai vậy. | ” |
| — Minh Mạng | |   |

Minh Mạng thường dặn các con rằng:
| “           | Phàm con nhà giàu sang ăn ngon mặc đẹp không quen vất vả thì đến lúc làm việc làm chẳng nổi. Trẫm từ ngày lên ngôi coi chầu xét việc đến khi xế bóng mới nghỉ, dầu ở cung cũng xem xét các sớ chương ở các nơi gởi về. Trẫm nghĩ có siêng năng thì việc mới thành nên chẳng dám nhàn rỗi. Các con còn trẻ có sức mạnh nên tập làm việc chớ ham chơi bời, biếng nhác. | ” |
| — Minh Mạng | |   |

### Vợ (được ghi nhận)
| Phong hiệu                         | Thụy hiệu                            | Tên                  | Sinh mất                                   | Cha                                    | Ghi chú                                                                           |
| ---------------------------------- | ------------------------------------ | -------------------- | ------------------------------------------ | -------------------------------------- | --------------------------------------------------------------------------------- |
| Hoàng hậu (truy phong)             | Tá Thiên Nhân Hoàng hậu (佐天仁皇后) | Hồ Thị Hoa           | 30 tháng 11 năm 1791 – 28 tháng 6 năm 1807 | Phúc Quốc công Hồ Văn Bôi              | một con trai (vua Thiệu Trị)                                                      |
| Nhất giai Hiền phi (一階賢妃)      | Tuệ Khiết (慧艷)                     | Ngô Thị Chính        | 1792 – 1843                                | Chưởng cơ Ngô Văn Sở                   | năm con trai, bốn con gái                                                         |
| Nhị giai Gia phi (二階嘉妃)        | Đoan Lệ (端禮)                       | Phạm Thị Tuyết       | 1791 – 1812                                | Quang lộc tự thiếu khanh Phạm Văn Chẩn | một con trai                                                                      |
| Tam giai Trang tần (三階莊嬪)      | Uyên Thục (淵淑)                     | Trần Thị Tuyến       | 16 tháng 12 năm 1791 – 4 tháng 1 năm 1852  | Vệ úy Trần Công Nghị                   | hai con trai                                                                      |
| Tứ giai Thục tần (四階淑嬪)        | Đoan Liệt (端烈)                     | Nguyễn Thị Bảo       | 7 tháng 9 năm 1801 – 12 tháng 9 năm 1851   | Tư không Nguyễn Khắc Thiệu             | bốn con trai, ba con gái                                                          |
| Tứ giai Huệ tần (四階惠嬪)         | Uyển Thuận (婉順)                    | Trần Thị Huân        |                                            | Vệ úy Trần Văn Hùng                    | sáu con trai, chín con gái                                                        |
| Ngũ giai An tần (五階安嬪)         | Hoa Diễm (華艷)                      | Hồ Thị Tùy           | 1795 – 23 tháng 11 năm 1839                | Hiệu úy Cẩm y vệ Hồ Văn Chiêm          | ba con trai, một con gái                                                          |
| Ngũ giai Hòa tần (五階和嬪)        | Tĩnh Nhã (靜雅)                      | Nguyễn Thị Khuê      |                                            | Chưởng cơ Nguyễn Văn Thanh             | bốn con trai, sáu con gái                                                         |
| Ngũ giai Lệ tần (五階麗嬪)         | Thục Tắc (淑則)                      | Nguyễn Thị Thúy Trúc |                                            | Phó Vệ úy Nguyễn Gia Quý               | sáu con trai, hai con gái                                                         |
| Lục giai Tiệp dư (六階婕妤)        | Tịnh Nhu (靜柔)                      | Lê Thị Ái            | 17 tháng 11 năm 1799 – 8 tháng 10 năm 1863 | Hiệu úy Cẩm y vệ Lê Tiến Thành         | ba con trai, hai con gái                                                          |
| Lục giai Tiệp dư                   | Dao Thụ                              | Nguyễn Thị Viên      |                                            | Thiếu bảo Quận Công Nguyễn Văn Khiêm   | hai con trai, ba con gái                                                          |
| Thất giai Quý nhân (七階貴人)      | Trang Thuận (莊順)                   | Lương Thị Nguyện     | 18 tháng 10 năm 1800 – 9 tháng 12 năm 1871 | Giáo úy Cẩm y vệ Lương Đình Suất       | một con trai, hai con gái                                                         |
| Thất giai Quý nhân                 | Trang Thuận (莊順)                   | Cái Thị Trinh        |                                            | Giáo úy Cẩm y vệ Cái Văn Hợp           | một con trai, hai con gái                                                         |
| Thất giai Quý nhân                 | Đoan Tịnh (端靜)                     | Nguyễn Thị Trường    | 1796 – 19 tháng 11 năm 1826                | Giáo úy Cẩm y vệ Nguyễn Hữu Trạc       | ba con trai, một con gái                                                          |
| Thất giai Quý nhân                 | Đoan Ý (端懿)                        | Đỗ Thị Tùng          |                                            | Giáo úy Cẩm y vệ Đỗ Văn Thạch          | một con trai                                                                      |
| Thất giai Quý nhân                 | Trang Thuận (莊順)                   | Đỗ Thị Tâm           | 27 tháng 9 năm 1809 – 12 tháng 4 năm 1863  | Giáo úy Cẩm y vệ Đỗ Văn Thạch          | năm con trai, ba con gái                                                          |
| Thất giai Quý nhân                 | Trang Thuận (莊順)                   | Lê Thị Lộc           | 27 tháng 1 năm 1809 – 7 tháng 3 năm 1847   | Hiệu úy Cẩm y vệ Lê Tiến Thành         | ba con trai, hai con gái                                                          |
| Thất giai Quý nhân                 | Đoan Tịnh (端靜)                     | Nguyễn Thị Hạnh      | ? – 20 tháng 4 năm 1881                    |                                        | hai con trai, một con gái                                                         |
| Bát giai Mỹ nhân (八階美人)        | Thục Thận (淑慎)                     | Nguyễn Thị Bân       | ? – 1834 hoặc 1837                         |                                        | một con trai, một con gái                                                         |
| Bát giai Mỹ nhân                   | Đoan Ý (端懿)                        | Đoàn Thị Thụy        |                                            | Giáo úy Cẩm y vệ Đoàn Đức Nghị         | một con gái                                                                       |
| Cửu giai Tài nhân (九階才人)       |                                      | Đinh Thị Nghĩa       |                                            |                                        | một con trai, một con gái                                                         |
| Cửu giai Tài nhân                  |                                      | Trần Thị Tiền        |                                            |                                        | hai con trai                                                                      |
| Cửu giai Tài nhân                  |                                      | Nguyễn Thị Tính      |                                            | Tham tri bộ Binh Nguyễn Công Tiệp      | một con trai                                                                      |
| Cửu giai Tài nhân                  | Thục Thận (淑慎)                     | Đỗ Thị Cương         |                                            | Giáo úy Cẩm y vệ Đỗ Văn Thạch          | một con trai, hai con gái                                                         |
| Cửu giai Tài nhân                  | Trang Thận (莊慎)                    | Trần Thị Thanh       |                                            |                                        | một con trai                                                                      |
| Cửu giai Tài nhân                  |                                      | Trần Thị Trúc        |                                            |                                        | hai con gái                                                                       |
| Tài nhân vị nhập giai (才人未入階) |                                      | Trần Thị Tiêm        |                                            |                                        | một con gái                                                                       |
| Tài nhân vị nhập giai              |                                      | Bùi Thị San          |                                            |                                        | một con trai, hai con gái                                                         |
| Cung nhân                          |                                      | Trần Thị Nghiêm      | 1798 hoặc 1799 – ?                         |                                        | hai con trai, ba con gái                                                          |
| Cung nhân                          |                                      | Nguyễn Thị Xuân      |                                            | Chánh đội Gia Định Nguyễn Văn Châu     | một con trai, một con gái                                                         |
| Cung nhân                          |                                      | Lý Thị Cầm           |                                            |                                        | một con gái                                                                       |
| Cung nhân                          |                                      | Cao Thị Diệu         |                                            |                                        | một con trai                                                                      |
| Cung nhân                          |                                      | Đặng Thị Yểu Điệu    |                                            |                                        | một con gái                                                                       |
| Cung nhân                          |                                      | Lê Thị Đính          |                                            |                                        | một con gái                                                                       |
| Cung nhân                          |                                      | Trần Thị Mỹ          |                                            |                                        | một con gái                                                                       |
| Cung nhân                          |                                      | Trần Thị Nhã         |                                            |                                        | một con trai                                                                      |
| Cung nhân                          |                                      | Trần Thị Nhạn        |                                            |                                        | một con gái                                                                       |
| Cung nhân                          |                                      | Hồ Thị Thể           |                                            |                                        | một con trai                                                                      |
| Cung nhân                          |                                      | Lê Thị Thông         |                                            |                                        | một con gái                                                                       |
| Cung nhân                          |                                      | Phan Thị Viên        |                                            |                                        | một con trai                                                                      |
| Cung nhân                          |                                      | Nguyễn Thị Vĩnh      |                                            |                                        | một con trai                                                                      |
| Cung nhân                          |                                      | Nguyễn Thị Dược      |                                            |                                        | một con trai                                                                      |
| Thứ nhân                           |                                      | Lê Thị Tường         |                                            | Quận công Lê Chất                      | một con trai, nguyên là Cung tần nhưng vì án Lê Chất mà bị phế, giam cầm đến chết |

Ngoài ra còn nhiều bà khác chưa rõ tên và danh phận.

### Đế hệ thi và Phiên hệ thi
Năm 1823, Minh Mạng đã làm bài Đế hệ thi và 10 bài Phiên hệ thi để quy định các chữ lót đặt tên cho con cháu các thế hệ sau.
Bài Đế hệ thi:
Miên Hường Ưng Bửu Vĩnh
Bảo Quý Định Long Trường
Hiền Năng Kham Kế Thuật
Thế Thoại Quốc gia Xương.
Vua Minh Mạng cũng ban cho dòng họ của các con vua Gia Long 10 bài Phiên hệ thi.
Chữ lót của mỗi đời dùng một chữ trong bài thơ, nhưng tên ở mỗi đời thì phải dùng một bộ trong ngũ hành theo thứ tự: thổ, kim, thủy, mộc, hỏa và trở lại, vì thế tên của tất cả đời thứ nhất dùng bộ thổ.
|                      |                      |  |                           |                           |  |                          |                          |  |                        |                        |  |                         |                         |
|                      |                      |  |                           |                           |  | 1 Gia Long 1802 - 1820   |                          |  |                        |                        |  |                         |                         |
|                      |                      |  |                           |                           |  |                          |                          |  |                        |                        |  |                         |                         |
|                      |                      |  |                           |                           |  | 2 Minh Mạng 1820 - 1841  |                          |  |                        |                        |  |                         |                         |
|                      |                      |  |                           |                           |  |                          |                          |  |                        |                        |  |                         |                         |
|                      |                      |  |                           |                           |  | 3 Thiệu Trị 1841 - 1847  |                          |  |                        |                        |  |                         |                         |
|                      |                      |  |                           |                           |  |                          |                          |  |                        |                        |  |                         |                         |
|                      |                      |  |                           |                           |  |                          |                          |  |                        |                        |  |                         |                         |
| 4 Tự Đức 1847 - 1883 | 4 Tự Đức 1847 - 1883 |  | Thoại Thái Vương          | Thoại Thái Vương          |  |                          |                          |  | Kiên Thái Vương        | Kiên Thái Vương        |  | 6 Hiệp Hòa 1883         | 6 Hiệp Hòa 1883         |
|                      |                      |  |                           |                           |  |                          |                          |  |                        |                        |  |                         |                         |
|                      |                      |  |                           |                           |  |                          |                          |  |                        |                        |  |                         |                         |
|                      |                      |  | 5 Dục Đức 1883            | 5 Dục Đức 1883            |  | 9 Đồng Khánh 1885 - 1889 | 9 Đồng Khánh 1885 - 1889 |  | 8 Hàm Nghi 1884 - 1885 | 8 Hàm Nghi 1884 - 1885 |  | 7 Kiến Phúc 1883 - 1884 | 7 Kiến Phúc 1883 - 1884 |
|                      |                      |  |                           |                           |  |                          |                          |  |                        |                        |  |                         |                         |
|                      |                      |  | 10 Thành Thái 1889 - 1907 | 10 Thành Thái 1889 - 1907 |  | 12 Khải Định 1916 - 1925 | 12 Khải Định 1916 - 1925 |  |                        |                        |  |                         |                         |
|                      |                      |  |                           |                           |  |                          |                          |  |                        |                        |  |                         |                         |
|                      |                      |  | 11 Duy Tân 1907 - 1916    | 11 Duy Tân 1907 - 1916    |  | 13 Bảo Đại 1926 - 1945   | 13 Bảo Đại 1926 - 1945   |  |                        |                        |  |                         |                         |
|                      |                      |  |                           |                           |  |                          |                          |  |                        |                        |  |                         |                         |

Chú thích: Các năm trong bảng là các năm trị vì của vị vua đó

## Nhận định

### Đối nội
Trong bộ Quốc Triều chính biên toát yếu (Cao Xuân Dục chủ biên), sử thần nhà Nguyễn đã ca ngợi vua Minh Mạng:
| “                                | Đức Thánh tổ ta thiên tư là bậc thượng thánh, nối nghiệp lúc thiên hạ đại định rồi, chăm lo chánh trị, sửa sang thái bình, xét điển xưa, sửa lễ nhạc, cẩn thận đồ cân lượng, xét kỹ các pháp độ, đặt khoa thi để lựa kẻ sĩ, cày tịch điền để khuyên việc nông, thường tuần hành để xem địa phương, năng khảo sát để xét quan lại, chăm việc võ thời mùa xuân duyệt binh, cẩn việc hình thời mùa thu thẩm án, quy mô kỹ càng, phẩm tiết đều đủ. Đến như ức quyền những người cấm cận, nghiêm răn các bọn hoạn quan, không cho Hoàng thân quốc thích tự dự việc chánh sự, ý chăm lo việc thường như một ngày; những giấy tờ phê phó dụ chỉ chế cáo ban ra, đều là Ngự chế thức mới; Văn giáo khắp cả dân Mường dân Thổ, Võ oai vang đến nước Xiêm, nước Lào; thánh đức thần công không thể hình trạng hết được! Vả lại lúc vạn cơ thong thả, lưu ý về việc văn chương; ngự chế 5 tập thơ, 2 tập văn và các bài Thiên cơ dự triều, Cổ khí minh văn, đều là phát minh đạo mầu, mở rộng phép học. Ngài thiệt là bậc Đại thánh chế tác khác xa tầm thường, đổi hết những thói quê mùa từ Lê, Lý trở về trước, mở lối trị văn minh ngàn muôn đời cho nước Đại Nam ta. Tốt thay! Thạnh thay! | ” |
| — Quốc triều chính biên toát yếu | |   |

Sử gia Trần Trọng Kim viết sách Việt Nam sử lược có nhận xét khách quan hơn:
| “                | Trong đời vua Thánh Tổ làm vua, pháp luật, chế độ, điều gì cũng sửa sang lại cả, làm thành một nước có cương kỷ. Nhưng chỉ vì ngài nghiêm khắc quá, cứ một mực theo cổ, chứ không tùy thời mà biến hóa phong tục; lại không biết khoan dung cho sự sùng tín, đem giết hại những người theo đạo, và lại tuyệt giao với ngoại quốc làm thành ra nước Nam ta ở lẻ loi một mình. Đã hay rằng những điều lầm lỗi ấy là trách nhiệm chung cả triều đình và cả bọn sĩ phu nước ta lúc bấy giờ, chứ không riêng chi một mình ngài, nhưng ngài là ông vua chuyên chế một nước, việc trong nước hay dở thế nào, ngài cũng có một phần trách nhiệm rất to, không sao chối từ được. Vậy cứ bình tĩnh mà xét, thì chính trị của ngài tuy có nhiều điều hay, nhưng cũng có nhiều điều dở; ngài biết cương mà không biết nhu, ngài có uy quyền mà ít độ lượng, ngài biết có dân có nước mà không biết thời thế tiến hóa. Bởi vậy cho nên nói rằng ngài là một ông anh quân thì khí quá, mà nói rằng ngài là ông bạo quân thì không công bằng. Dẫu thế nào mặc lòng, ngài là một ông vua thông minh, có quả cảm, hết lòng lo việc nước, tưởng về bản triều nhà Nguyễn chưa có ông vua nào làm được nhiều công việc hơn ngài vậy. | ” |
| — Trần Trọng Kim | |   |

Đến đầu thế kỷ 20, khi nhà Nguyễn đã mất nước vào tay Pháp, Ngô Tất Tố nhận định về tình hình triều Nguyễn khi đó:
| “            | Từ khi vua Gia Long tạ thế trải qua hai triều Minh Mạng, Thiệu Trị sang đến đầu đời Tự Đức, ròng rã mấy chục năm, nhà nước không lúc nào yên. Trong Nam thì Lê Văn Khôi, ngoài Bắc thì Phan Bá Vành, Lê Duy Lương, đều là đảng giặc kiệt hiệt, chống lại triều đình hàng chín mười năm trở ra. Mỗi toán giặc đó nhà vua phải hao hàng vạn quân mới đánh nổi họ, ấy là chưa kể những đảm giặc nhỏ như Nông Văn Vân ở mặt Tuyên Quang, Lê Duy Cự ở mặt Sơn Tây, Khách Lam Đường ở mặt Thái Nguyên. Tóm lại, cái thời kỳ năm chục năm đó, tiếng rằng thống nhất, kỳ thực vẫn là thời kỳ nội loạn. Sống trong những cuộc lửa bình ngùn ngụt, nhân dân cực khổ biết chừng nào! Lại thêm tại trời và đất xảy ra luôn luôn, ở Trung kỳ, hàng năm bão biển thổi vào, dân quê, nhà đổ, người chết thuyền bè tan tành, thảm trạng không thể nói xiết. Bắc kỳ thì riêng đê Văn Giang vỡ liền đến 18 năm, mấy tỉnh miền Đông, suốt năm ấy sang năm khác, chỉ là cái biển chứa nước. Mùa màng mất, giặc cướp nhiều, đường giao thông bị nghẽn, sự buôn bán không thông, đẻ nhằm đời ấy, trên dân lưng vốn không sẵn, phỏng còn kiếm sao cho được miếng cơm ăn. Mỗi năm ma đói bắt đi, ít nhất cũng có một vạn nhân mạng! Triều đình vẫn coi là thường. Các ngài còn dùng mãi văn thơ réo rắt, để ca tụng và tô điểm cho cái cuộc "Thái-bình khốn-nạn" ấy | ” |
| — Ngô Tất Tố | |   |

Nhà sử học hiện đại Văn Tạo cho rằng: Minh Mạng đi theo con đường Nho giáo của trường phái Tống Nho (đạo Nho thời Tống) mà triều Lê sơ áp dụng, do vậy nhà Nguyễn đã đóng cửa cô lập, không giao lưu với nước ngoài, sự thủ cựu này trái hẳn với các chúa Nguyễn theo Minh Nho (đạo Nho thời Minh) trước kia. Thời đại của Minh Mạng đã khác xa với thời Lê sơ, việc đóng cửa cô lập khiến nhà Nguyễn không tiếp thu được các thành tựu mới về khoa học kỹ thuật từ phương Tây, dẫn tới sự trì trệ kéo dài tới mãi sau này, để rồi bị thực dân Pháp xâm chiếm dễ dàng. Văn Tạo cho rằng: 
| “                    | Minh Mạng muốn trở thành một Lê Thánh Tông trong thời đại mới, nhưng thời đã khác thì sự nghiệp cũng khác. Thời của Lê Thánh Tông cũng sau những cuộc khủng hoảng toàn diện từ cuối thời Trần sang thời Hồ và đã được các vua từ Lê Thái Tổ đến Lê Nhân Tông bước đầu giải quyết. Mặt khác, thời của Lê Thánh Tông là lúc chế độ phong kiến Nho giáo ở Việt Nam còn đang có tác dụng tích cực trong xây dựng cơ chế hành chính "pháp trị" thay cho cơ chế "nhân trị" theo Phật giáo hình thành từ thời Lý, Trần. Còn thời của Minh Mạng là lúc chủ nghĩa tư bản phương Tây đã phát triển, tìm đường bành trướng sang phương Đông. Xã hội Nho giáo phong kiến gốc rễ là của Trung Quốc, nhưng tới nhà Thanh đã đi vào bế tắc, trì trệ và suy yếu, phải nhượng bộ trước sự xâm phạm và cướp bóc của phương Tây. Việt Nam cũng không thoát khỏi tình trạng đó. Nhà Thanh kỳ thị Minh Nho (vì nhà Minh là kẻ thù), quay lại áp dụng Tống Nho; nhà Nguyễn phỏng theo đó áp dụng, cho nên hoài bão trở thành "Lê Thánh Tông mới" của Minh Mạng chẳng những không đúng mà còn không được. | ” |
| — Nhà sử học Văn Tạo | |   |

Sử gia Hoa Kỳ hiện đại Keith Weller Taylor nhận định trong sách A History of the Vietnamese:
| “              | Minh Mạng... là người khá nề nếp, có sự quan tâm sống động đến chính quyền và ý thức trách nhiệm mạnh mẽ với việc trị nước. Bên cạnh đó, ông thiếu kinh nghiệm thực tiễn của cha mình. Ông cũng thiếu sự khoan dung của cha đối với sự đa dạng về thành phần, nguồn gốc trong hành chính và văn hóa. Gia Long hưởng lợi từ những thần tử mà ông đã nắm được ưu, khuyết điểm trong thời gian chinh chiến. Ông đã tạo ra một chính quyền gồm những cộng sự thời chiến của ông và nó vận hành gần giống như một thành phần mở rộng của con người ông. Minh Mạng bước vào cơ chế chính quyền đương thời và coi một số công thần của cha là trở ngại đối với phong cách cai trị nặng tính quan liêu hơn của ông. Minh Mạng là một lãnh đạo mạnh mẽ và quyết đoán. Nhưng ông cũng có tính vị chủng, thiếu khoan dung, điều này cản trở khả năng của ông tiến hành những chính sách thành công trên đồng bằng sông Cửu Long. | ” |
| — K. W. Taylor | |   |

### Đối ngoại
Có nhiều phê phán việc Minh Mạng thích sử dụng vũ lực với các nước láng giềng, chủ yếu là với Campuchia, làm hao tổn nhân lực và ngân khố đất nước. Sử gia Trần Trọng Kim nhận xét về việc quân nhà Nguyễn chiếm vùng Phnom Penh rồi sau đó lại phải rút đi: 
Ấy cũng là vì người mình (người Việt) không biết bênh vực kẻ hèn yếu, chỉ đem lòng tham tàn mà ức hiếp người ta (Chân Lạp), cho nên thành ra hao tổn binh lương, nhọc mệt tướng sĩ, mà lại phải sự bại hoại, thật là thiệt hại cho nước mình.
Sử gia Phạm Văn Sơn nhận định:
Tiếc rằng sau chiến thắng 1834, do không biết lựa chọn cán bộ hay không có cán bộ đứng đắn, liêm chính nên Việt Nam bị đánh bật ra khỏi Trấn Tây Thành, phải coi là một sự xấu hổ cho triều đình thuở ấy. Và việc này đã chứng minh rõ rằng đường lối chính trị của vua Minh Mạng quá dở và đám quan lại của triều đình thật là bất tài vô hạnh. Vì họ mà nhà nước phải hao tổn biết bao nhiêu binh tướng, tài sản và tính mạng của nhân dân...